# Geschichte Aubings

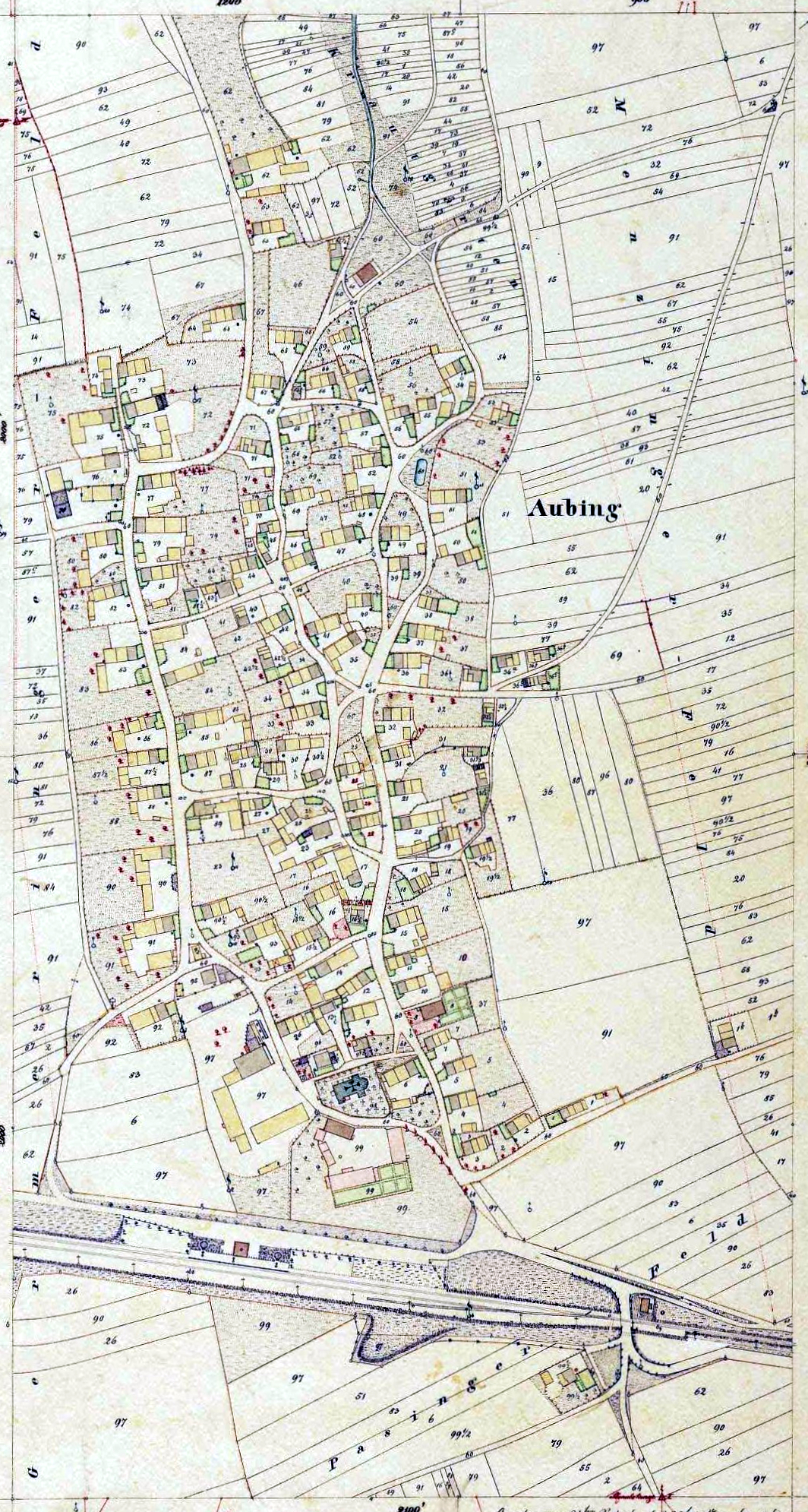
Karte der Gemeinde Aubing von 1873. Im Süden die damals neue Bahnstrecke mit Bahnhof.

Die schriftlich belegte Geschichte Aubings beginnt mit einer Urkunde aus dem Jahr 1010. Archäologische Spuren im Gebiet des heutigen Münchner Stadtteils Aubing gehen jedoch weiter zurück und legen eine durchgehende Besiedlung seit vorrömischer Zeit nahe. Überregionale Bedeutung hat ein Reihengräberfeld aus dem 5. bis 7. Jahrhundert.
In besagter Urkunde vom 16. April 1010 spricht König Heinrich II. die Besitzrechte an Aubing dem Kloster Polling zu. Nach Urkundenlage ist Aubing jedoch wohl im bayerischen Herzogsgut verblieben, denn 1330 schenkte Ludwig der Bayer Aubing dem Kloster Ettal als Teil der Gründungsausstattung. Die Ettaler Herrschaft dauerte fast 500 Jahre bis zur Säkularisation in Bayern. Bei der Bildung der selbstständigen Gemeinde 1818 wurde die ehemalige Hofmark Freiham erstmals Aubing zugeordnet. Mit dem Bahnanschluss ab der zweiten Hälfte des 19. Jahrhunderts begann ein starkes Bevölkerungswachstum, das noch immer anhält. Seit Anfang des 20. Jahrhunderts kam es dabei zur Gründung neuer Ortsteile, namentlich Neuaubing, Aubing-Ost, Am Westkreuz und im 21. Jahrhundert Freiham.
Über Jahrhunderte war Aubing das einwohnerstärkste Dorf westlich von München. Die Aubinger Pfarrei umfasste die östlichen Nachbardörfer von Allach bis Laim. Im benachbarten Pasing stieg die Einwohnerzahl nach dem Bau der Eisenbahn jedoch noch schneller, so dass dieses Aubing Ende des 19. Jahrhunderts überflügelte. 1942 wurde Aubing nach München eingemeindet und bildete dort einen eigenen Stadtbezirk, bis es 1992 im Stadtbezirk Aubing-Lochhausen-Langwied aufging.

## Archäologische Funde
Die bisher ältesten Siedlungsspuren in der Gemarkung von Aubing ließen sich 1995/1996 südlich der Bodenseestraße (Bundesstraße 2) im Neubaugebiet Freiham nachweisen. Zu der damals aufgedeckten singulären Körperbestattung aus dem Endneolithikum gehörten Grabbeigaben wie schnurkeramische Gefäße, die auf einen Zeitraum zwischen ca. 2900 und 2300 v. Chr. datieren. Außerdem konnten dort aufgrund von Pfostengruben etwa 40 Hausgrundrisse rekonstruiert werden, darunter solche der frühen Bronzezeit. In der Folge fanden sich Grabfunde der frühen Urnenfelderkultur, wie sie auch im weiteren Umfeld, beispielsweise 2005 in einem Brunnen unter dem Aubinger Weg in Form eines Tonstempels zu Tage traten. Der archäologische Befund lässt für die nächsten Jahrhunderte eine siedlungsgeschichtliche Unterbrechung vermuten, die erst in der Moosschwaige westlich von Neuaubing mit Grabfunden der wesentlich jüngeren Hallstattzeit endet. Nördlich der Bodenseestraße fanden sich 2009 ein vorrömisches Fundament sowie drei weitere, vermutlich römische Gebäudereste. Weiteres römisches Fundgut sowie die Hinterlassenschaften der Bronze- und jüngeren Eisenzeit im Ortsgebiet legen nahe, dass die Aubinger Gegend sehr früh durchgehend besiedelt war.
Im Zuge von bauvorgreifenden Untersuchungen des Landesamts für Denkmalpflege wurden 2010 auch nördlich der Bodenseestraße, östlich des Freihamer Wegs, Funde aus der Schnurkeramikzeit entdeckt. Eine Hockerbestattung eines erwachsenen Mannes in Rückenlage mit angewinkelten Armen und Beinen befand sich in einem Kreisgraben von sechseinhalb Metern Durchmesser. Grabbeigaben umfassten eine Axt aus Amphibolit, ein Beil aus Gneis, einen Dolch aus Silex und Überreste eines Keramikgefäßes.
Die Anfänge des Ortes Aubing lassen sich bis in das 5. Jahrhundert n. Chr. zurückverfolgen. Etwa einen Kilometer nordöstlich des Ortszentrums, am heutigen Bebauungsrand nördlich der Bergsonstraße, befand sich ein Reihengräberfeld aus dem 5. bis 7. Jahrhundert mit 862 Gräbern, in denen 881 Personen bestattet waren. 1938 entdeckt und auch teilweise ausgegraben, wurde die Fundstelle während der archäologischen Folgeuntersuchungen zwischen 1961 und 1963 vollständig abgetragen. Die ergrabenen Objekte befinden sich heute in der Archäologischen Staatssammlung München. Landesgeschichtliche Bedeutung gewinnt das Gräberfeld, weil es eines der größten in Bayern aus der Umbruchzeit zwischen dem Ende der römischen Herrschaft und den ersten überlieferten Erwähnungen der Bajuwaren ist. Zahlreiche Grabbeigaben, die in der Regel bis auf etwa 40 Jahre genau eingeordnet werden können, geben recht genaue Einblicke in die damalige Lebensweise. Hierzu zählen auch zwei Bronzefingerringe mit christlichen Symbolen, der älteste Nachweis des Christentums auf dem Gebiet der Diözese München-Freising, 200 Jahre vor der Zeit des Heiligen Korbinian. Häufig gefundene Gegenstände in Frauengräbern sind bunte Glasperlen von Halsketten oder Gewandverzierungen, bei wohlhabenden Frauen auch Fibeln. Zu den Männergräbern ab dem 6. Jahrhundert n. Chr. gehörten Schwerter und andere Waffen. Ab der Mitte des 7. Jahrhunderts sank die Zahl der Grabbeigaben deutlich. Die Zahl der Bestatteten lässt darauf schließen, dass der Friedhof von mehreren Höfen benutzt wurde. Diese lagen vermutlich bereits im Bereich des heutigen Ortskerns um die Kirche St. Quirin. Jedoch bestanden die Gebäude aus Holz und anderen verrottenden Materialien, so dass sich in Aubing keine Spuren erhalten haben.

Frühmittelalterliche Grabbeigaben aus Aubing
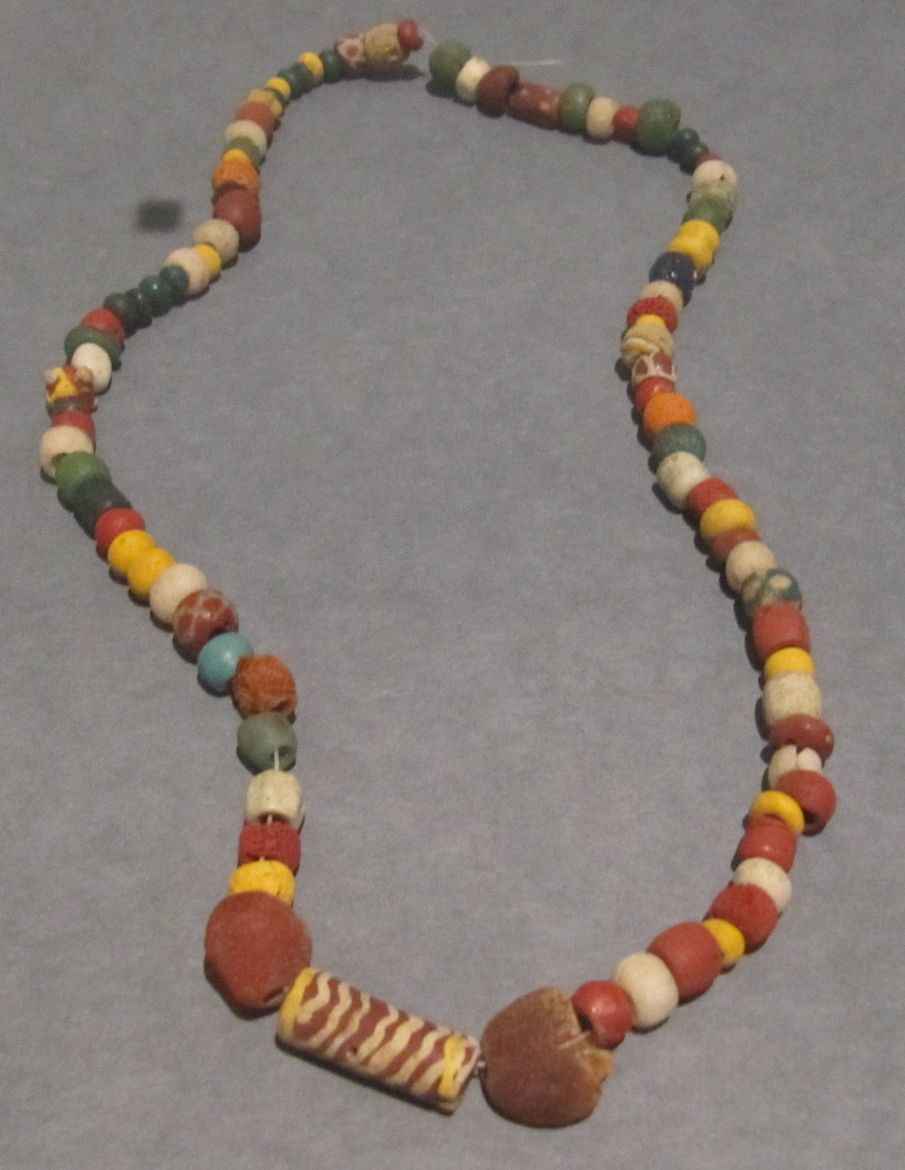
Glas- und Bernsteinperlen
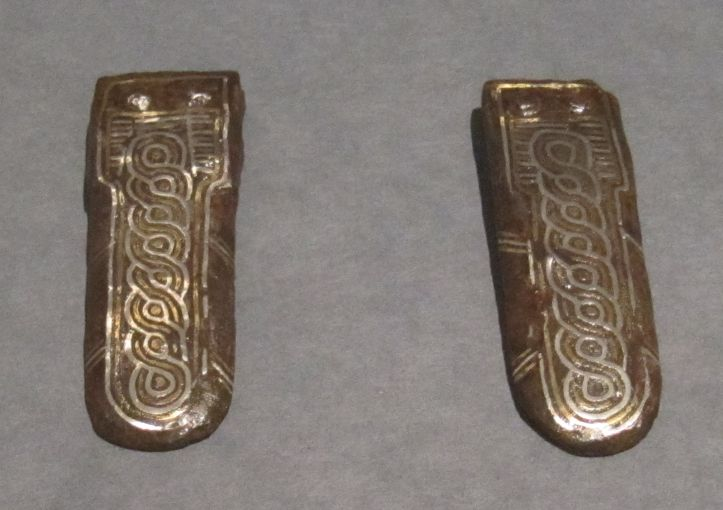
Riemenenden mit Silber- und Messingeinlagen
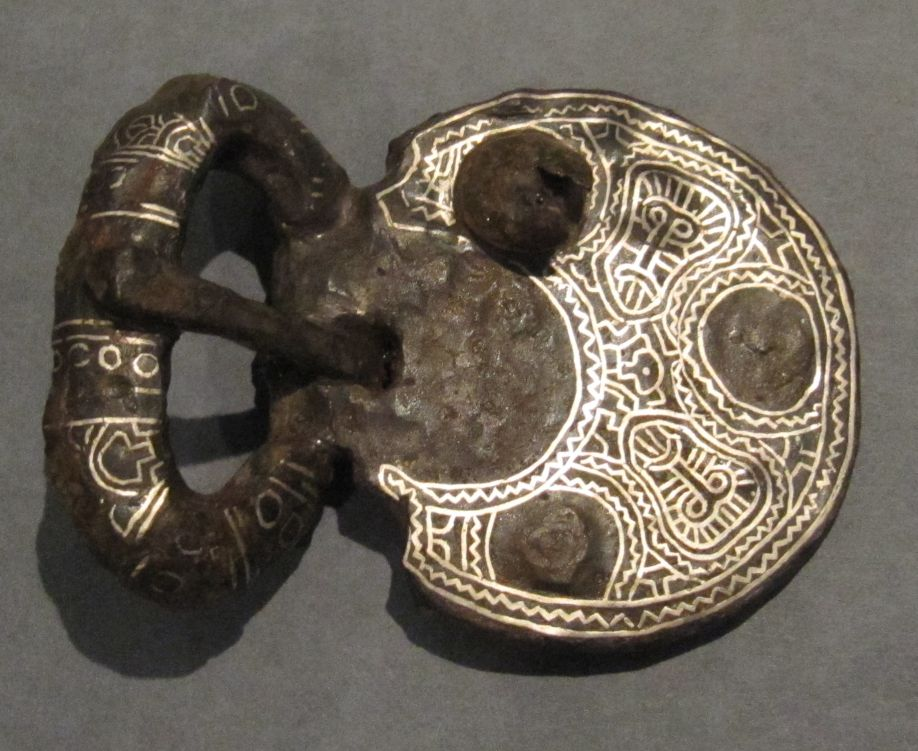
Gürtelschnalle mit Gesichtern, Eisen mit Silbereinlage
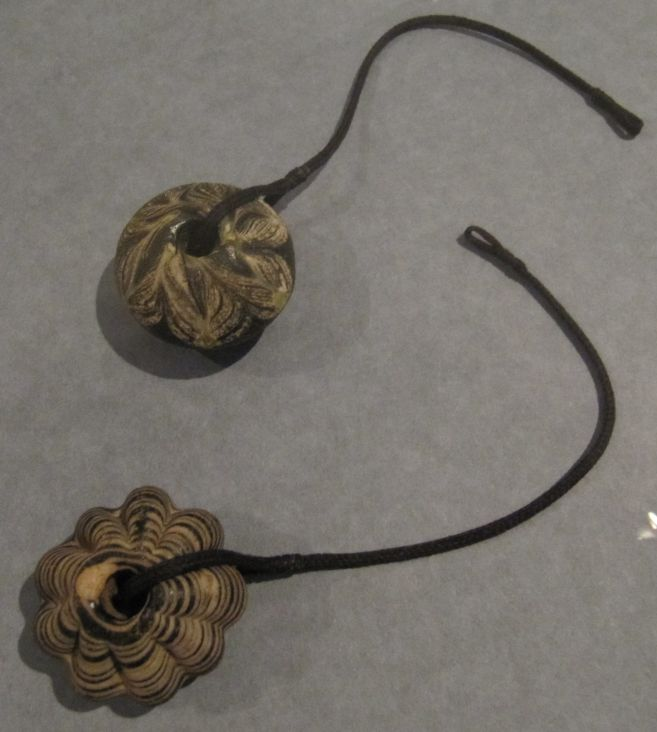
Anhänger
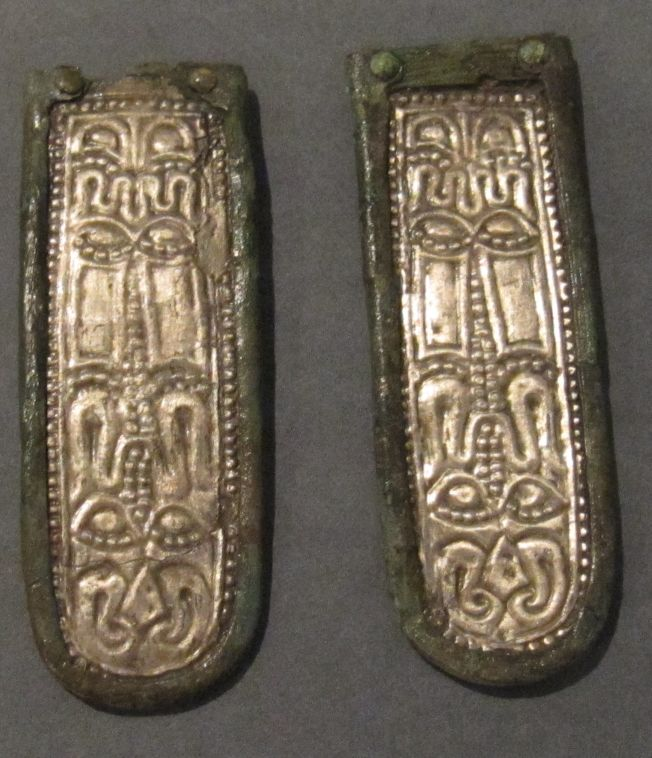
Riemenenden, Silber und Bronze, verziert mit Pressblech
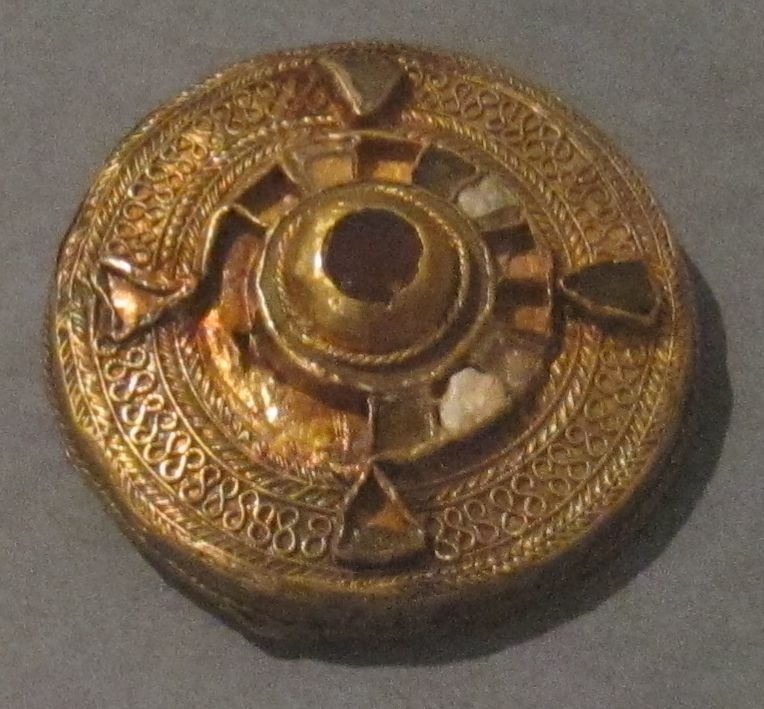
Goldene Gewandschließe

Eine Turmhügelburg in der Aubinger Lohe, deren Fundamente teilweise erhalten sind, wurde vermutlich im 10./11. Jahrhundert erbaut und im 14. Jahrhundert wieder aufgegeben. Der heutige Name „Teufelsburg“ ist für die Nutzungszeit historisch nicht belegt, sein Ursprung unklar. Neben der offensichtlichen Möglichkeit Teufel kommt auch eine Ableitung von „Tuifel“ (Vertiefung, Tümpel) in Frage, als Bezug auf das unterhalb liegende feuchte Gebiet des Dachauer Mooses. Möglicherweise hat sie als Fluchtburg für die Aubinger und zur Sicherung der vorbeilaufenden Straße gedient. Im 19. Jahrhundert wurden einem Aubinger Maurermeister die Fundamente aus Tuffstein gegen 45 Kreuzer jährliche Gebühr zur „Ausbeutung der Steine“ überlassen.

## 1010–1330

### Erste urkundliche Erwähnung

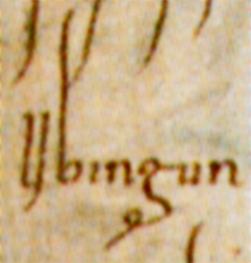
Detail aus der Urkunde der ersten Erwähnung von Ubingun. Beim ersten Vorkommen ist der Name abgekürzt, einige Zeilen weiter, wie hier gezeigt, ausgeschrieben.

Die älteste überlieferte urkundliche Erwähnung von Ubingun ist eine auf den 16. April 1010 datierte Urkunde von König Heinrich II., gesiegelt in der Reichskanzlei zu Regensburg. Die Herkunft des Namens Ubingun und damit des daraus abgeleiteten Aubing ist ungeklärt, für die Vermutung, er sei vom bajuwarischen Männernamen Ubo abgeleitet, gibt es keinen Beleg.
Nach dieser Urkunde gab Heinrich dem Kloster Polling Besitz in acht Dörfern zurück, die dem Kloster laut Urkunde „offenbar“ früher gehörten. Wahrscheinlich bezieht sich dies auf eine Enteignung des Klosters durch den früheren bayerischen Herzog Arnulf I. zur Finanzierung seines Heeres während der Ungarneinfälle. Neben Aubing betraf die Rückgabe die Orte Polling, Weilheim, Rieden, Landstetten, Aschering und Wangen, alle westlich und nördlich des Starnberger Sees, sowie ein Pfaffenhofen, vermutlich Oberpfaffenhofen. Genannt wird auch der Aubinger Zehent, der an das Kloster abzuführen sei. Die 46 cm × 58 cm große Urkunde in lateinischer Sprache und diplomatischer Minuskel-Schrift befindet sich im Bayerischen Hauptstaatsarchiv, Bestandsbezeichnung BayHStA Kl. Polling Urk. 1.
Ob die in der Urkunde beschriebene Übertragung von Grundbesitz in Aubing an das Kloster Polling mehr als eine Absichtserklärung war, ist fraglich. Die Angaben sind unbestimmt, es wird nicht auf konkrete Gebäude oder Auflistungen von Besitz Bezug genommen, wie dies in vergleichbaren Fällen von Rückübertragungen geschah. Kloster Polling ließ sich 1136 von Papst Innozenz II. seine Aubinger Ansprüche aus der Urkunde von 1010 bestätigen, eine Maßnahme, die als Mahnung an den weltlichen Herrscher interpretiert wird, diese Ansprüche endlich zu erfüllen. Stattdessen verblieb der Besitz, der Kloster Polling durch Arnulf entzogen wurde, wohl im Fiskalgut des bayerischen Herzogtums. Der an das Kloster Polling abzuliefernde Aubinger Zehent ist dagegen in den folgenden Jahrhunderten nachweisbar. Allerdings waren die Transportkosten zur nächstgelegenen Sammelstelle, dem Zehentkasten in Aschering, wohl häufig höher als der Warenwert. Schließlich verkaufte das Kloster Polling im 18. Jahrhundert die Rechte am Aubinger Zehent an einen Münchner Kaufmann.
Bis 1500 sind rund 200 weitere Urkunden bekannt, in denen Aubing oder Aubinger erwähnt werden. Der älteste erwähnte Aubinger war Engilmar(us) de Ubingen. Er war Ministeriale (Dienstmann) im Kloster Benediktbeuern und verlieh einer dort ansässigen Stiftung seine Zeugenschaft, die zwischen 1062 und 1090 nachweisbar ist. Das lässt vermuten, dass Benediktbeuern Grundbesitz in Aubing hatte, denn dann wäre Engilmarus zu diesem Dienst verpflichtet gewesen. Weitere Dienstleute mit Namen „von Aubing“ sind für die Klöster Beuern, Neustift, Schäftlarn und Weihenstephan nachgewiesen. Politisch bedeutend war Heinrich von Aubing (Heinricus de Ubingen), erwähnt zwischen 1155 und 1174, ein Ministerialer und Gefolgsmann von Herzog Heinrich dem Löwen.

### 1180–1330: Wittelsbacher Herzogsgut
Im Jahr des Machtübergangs 1180 im Herzogtum Bayern vom Welfen Heinrich dem Löwen an den Wittelsbacher Otto I., tauchte der Ritter Otto von Aubing (Otto miles de Ubingen) als erster wittelsbachischer Ministerialer auf. Er bezeugte eine Schenkung „seines Herren“, des wittelsbachischen Pfalzgrafen Friedrich II., an das Kloster Polling. Daraus wird geschlossen, dass mit dem Herzogtum auch die herzoglichen Besitztümer in Aubing an die Wittelsbacher fielen. Ob es neben dem Herzog und der Ortskirche weitere Grundherren in Aubing gab, ist nicht bekannt, ebenso, ob Ritter Otto mit früheren von Aubing verwandt war.
Um einen Überblick über ihre Güter zu erhalten, ließen die Wittelsbacher Herzöge durch ihre Kanzlei in Landshut Urbare anfertigen, Verzeichnisse über Besitz und Rechte des Herzogtums, die Beweiskraft besaßen, ähnlich den heutigen Grundbüchern. Das erste dieser Urbare, entstanden zwischen 1227 und 1237, überliefert einen Eindruck von Aubing in dieser Zeit. Aubing wird darin erstmals nachweisbar dem „Ampt ze Dachowe“, dem späteren Landgericht Dachau zugeordnet. Vor der Trennung von Gerichtsbarkeit und Verwaltung im 19. Jahrhundert waren die Gerichte auch für die Verwaltung zuständig. Von den 62 dem Herzogtum gehörenden „ganzen Höfen“ in diesem Amt lagen 19, also fast ein Drittel, in Aubing. Die nächstgrößeren Dörfer hatten nur fünf solcher Höfe. Auch wenn das Urbar Höfe anderer Grundherren nicht erwähnte, legt dies nahe, dass Aubing schon damals ein überdurchschnittlich großes Dorf war. Die Höfe wurden nicht weiter beschrieben, dafür aber die jährlichen Abgaben genau festgehalten. Diese beliefen sich für die 19 Höfe zusammen auf 18 Schweine, 30 Gänse, 90 Hühner, 1500 Eier sowie Getreide, Rüben und Erbsen, deren Menge in „Mutt des Herzogs“ angegeben ist, einem Hohlmaß, dessen Größe nicht mehr bekannt ist. Es fällt auf, dass im Gegensatz zu anderen Dörfern aus Aubing kein Käse bezogen wurde, es wird also nicht viel Milchvieh gegeben haben. Geldleistungen gehörten nicht zu den Abgaben der Höfe an den Grundherrn, allerdings war Geld als Abgabe für einen „Baumgarten“ und eine Mühle zu bezahlen.
Nach der ersten bayerischen Landesteilung wurde 1269 bis 1271 ein zweites Urbar für das Herzogtum Oberbayern angefertigt. Die Angaben zu Aubing ähneln denen im ersten Urbar, jedoch sind jetzt 29 Höfe verzeichnet. Im dritten herzoglichen Urbar aus den 1340er-Jahren ist nur noch vermerkt, dass „tota villa in Awbingen“ (das ganze Dorf Aubing, eigentlich die gesamte Grundherrschaft in Aubing) jetzt zum Kloster Ettal gehörte.
Zeitgleich zu den Wittelsbacher Herzögen sind auch andere Grundherren nachweisbar.
1314 ging eine „Wiesmahd“ aus dem Besitz des Klosters Altenhohenau im Tausch gegen andere Güter an die Herzöge Rudolph und Ludwig von Bayern.
Laut den Matrikeln des Jahres 1315 leistete Aubing 20 „scaffas“ Weizen an das Bistum Freising.

## 1330–1803: Herrschaft des Klosters Ettal

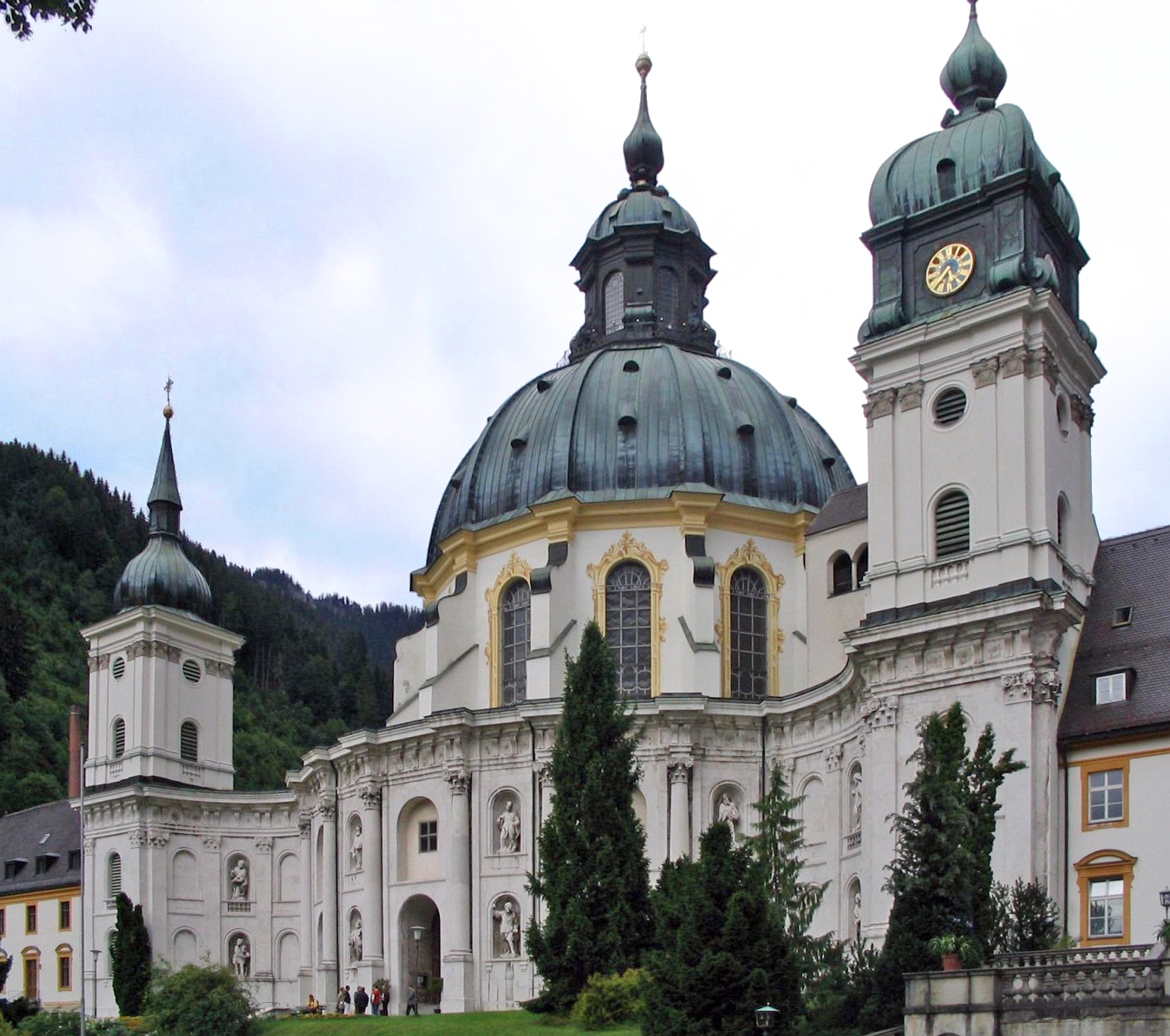
Kloster Ettal

Kaiser Ludwig der Bayer († 11. Oktober 1347) stiftete 1330 das Kloster Ettal. Um das wirtschaftliche Überleben zu sichern, bekam dieses als Grundausstattung bäuerliche Anwesen und die dazugehörigen Hintersassen vermacht. Laut der lateinischen Urkunde gehörte dazu auch „Tota villa in Awbingen cum omnibus suis pertinentiis …“, also das ganze Dorf Aubing mit allen seinen Zugehörigkeiten, drei Höfe in Lochhausen, zwei Höfe und sechs Huben in Vberaeckern (heute ein Ortsteil von Maisach). Bei „Tota villa“, also dem ganzen Dorf, muss allerdings berücksichtigt werden, dass etwa ein Viertel der Aubinger Höfe anderen Herren gehörten und daher auch nicht auf das Kloster Ettal übergingen. Beispielsweise zeigen die Unterlagen des Heilig-Geist-Spitals in München, dass es 1390 zwei Aubinger Höfe besaß. Es blieb bis 1800 Aubinger Grundherr. Auch die Aubinger Pfarrei sowie verschiedene Münchner Bürger waren Aubinger Grundherren. Zu letzteren gehörte von 1578 bis 1617 der herzogliche Hofkapellmeister Orlando di Lasso beziehungsweise seine Erben. Die Zehntrechte des Klosters Polling sowie die religiöse Zuordnung der Pfarrei Aubing zur Diözese Freising blieben von der Schenkung an Ettal unberührt.
Bis zur Verstaatlichung des Klosters Ettal 1803 galt die Grund- und Rechtsherrschaft des Benediktinerordens. Die Mehrzahl der Aubinger waren Leibeigene des Klosters. Dessen Herrschaft war im Vergleich zu Adelsherrschaften eher mild. Es ist beispielsweise nicht bekannt, dass Ettal seine Bauern bei Zahlungsschwierigkeiten aus dem Haus vertrieben hätte. Auch unterstützte die Ettaler Hofmark finanziell regelmäßig die Aubinger Schule und Lehrergehälter. Schon im 15. Jahrhundert sind Schüler in Aubing dokumentiert, von 1649 ist ein erster Ludimagister (Schulmeister) namentlich bekannt. Vermutlich ab etwa 1669 fand ein Schulbetrieb im Haus des Mesners statt, den wohl die Ettaler Benediktiner veranlassten, denn die ersten Lehrer waren als Mesner, Organist oder Chorleiter im Dienst der Kirche. Für 1770 ist nach einer großen Missernte die Unterstützung Aubings durch Ettal dokumentiert.

### Der Bayerische Krieg (1420–1422)

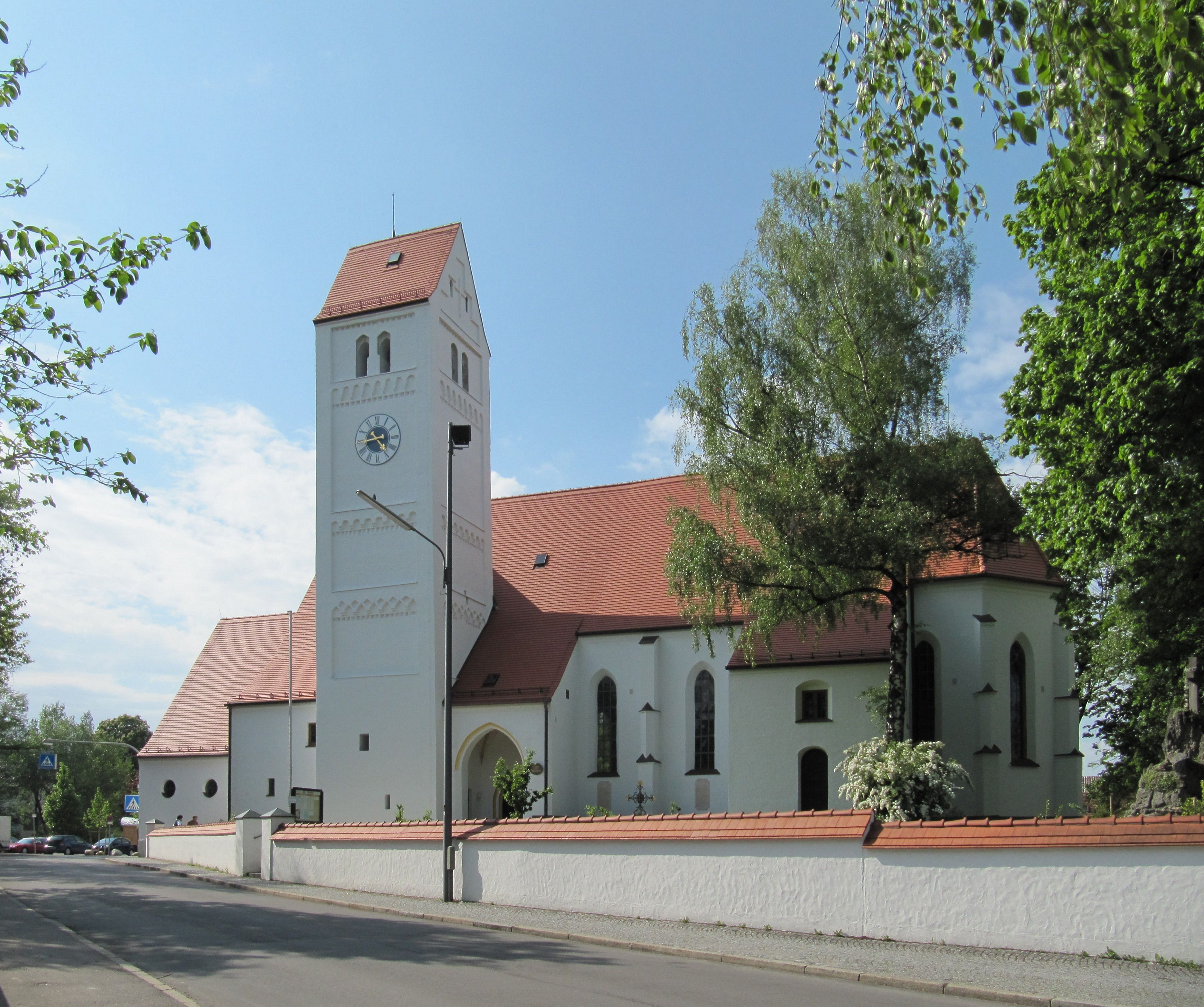
Südansicht von St. Quirin. Der romanische Turm aus dem 13. Jahrhundert ist das einzige erhaltene Gebäude Aubings aus der Zeit vor dem Bayerischen Krieg.

Im Bayerischen Krieg fiel der Herzog des Teilherzogtums Bayern-Ingolstadt, Ludwig der Gebartete, im August 1422 mit seiner Armee im Teilherzogtum Bayern-München ein, das von seinen Vettern Ernst und Wilhelm III. regiert wurde. Die Residenzstadt München war für die Verteidigung gut gerüstet, Ludwig griff daher nicht direkt an. Er wollte aber die Lebensmittelversorgung der Stadt unterbrechen, daher ließ er die Dörfer Gauting, Germering, Pasing und auch Aubing niederbrennen. Wie viele Leben und Häuser in Aubing zerstört wurden, ist nicht überliefert.
Sicher ist, dass das Schiff der damaligen Kirche abbrannte, vermutlich war es aus Holz. Nur der heute noch erhaltene steinerne Turm (erbaut nach 1270) blieb stehen. In der Schlacht bei Alling, zwei Orte weiter, konnten die Münchner Herzöge ihren Vetter Ludwig am 19. September 1422 endgültig schlagen. Das neue Schiff der Kirche St. Quirin wurde 1489 geweiht.

### Machtaufteilung durch Herzog Sigismund, 1476
Die herzogliche Gewalt wurde in Aubing seit dem 13. Jahrhundert vom Landgericht Dachau vertreten. Aubing lag am Rand des Landgerichtes, die benachbarten Freiham und Pasing gehörten bereits zum Landgericht Starnberg. Das Landgericht war für die öffentliche Ordnung und die Hochgerichtsbarkeit zuständig. Außerdem kontrollierte es die niederen Gerichte, in Aubing vor der Ettaler Zeit ein Dorfgericht, das einem Edelmann gehörte. Der Besitz eines Gerichts war durch die erhobenen Gebühren finanziell attraktiv, es mussten aber auch Steuern an den Herzog abgeführt werden. Für 1440 ist nachgewiesen, dass sich das Dorfgericht nun im Besitz Ettals befand. An anderer Stelle, nämlich beim Landgericht Murnau war Ettal auch für die Hochgerichtsbarkeit zuständig. In Aubing gab es jedoch Streit zwischen Ettal und dem Landgericht um die Zuständigkeiten und die damit verbundenen Gebühren.
Dieser Streit wurde 1476 durch einen Entscheid von Herzog Sigismund beigelegt. Sigismund hatte sich zugunsten seines jüngeren Bruders Albrecht von der Regierung zurückgezogen, lebte in der nahen Blutenburg und war Gerichtsherr von Dachau. Er legte die Zuständigkeiten wie folgt fest:
Ettal wurde die niedere Gerichtsbarkeit für alle Aubinger zugesprochen, auch für die Leibeigenen anderer Grundherren. Aubing wurde also zur geschlossenen Hofmark von Ettal. Das Landgericht behielt die hohe Gerichtsbarkeit, also alle Verfahren, die mit der Todesstrafe enden konnten. Beschlagnahmtes Gut dieser Verbrecher verblieb jedoch dem Niedergericht, wenn sie im Gebiet des Niedergerichts festgenommen wurden. Der Landrichter und die Dachauer Amtleute durften die Hofmark nicht betreten, die Übergabestelle für Verbrecher war genau festgelegt. Das Landgericht behielt hoheitliche Aufgaben wie die Musterung der Aubinger für die herzogliche Armee, eine erhaltene Liste aus dem 16. Jahrhundert zählt 81 wehrfähige Aubinger namentlich auf. Die Überwachung der Maße und Gewichte war eine gemeinsame Aufgabe, damit zusammenhängende Strafen sollte das Niedergericht aussprechen.
Ettal richtete für alle Besitztümer im Gebiet des Landgerichts Dachau einen gemeinsamen Richtersitz ein. Aubing war zwar das größte dieser Besitztümer, es war aber randständig gelegen, daher kam der Richtersitz in das zentralere Maisach. Dort lag auch ein Exemplar des Wittelsbacher Gesetzbuches. In Aubing wohnte ein Amtmann der Hofmark, der die Polizeifunktion übernahm und auch Amtstage im Wirtshaus organisierte, zu denen der Richter nach Aubing kam. Nicht alle Richter nahmen jedoch den Weg nach Aubing auf sich, so dass dann die Aubinger ins drei Stunden entfernte Maisach laufen mussten.

### Weitere Ereignisse des 15. Jahrhunderts
Im Jahr 1433 rückte Aubing kurz in den Blickpunkt der bayerischen Landesgeschichte, als der Aubinger Pfarrer und Pröpste der Ulrichskirche in Laim der „ehrsamen Jungfrau Agnes die Bernauerin“ zwei Anwesen in Untermenzing verkauften, nahe der Blutenburg. Die entsprechende Urkunde ist der erste Nachweis des Vornamens der Bernauerin.
Ob die Pest im 15. Jahrhundert in Aubing so viele Opfer forderte wie anderswo wird in den bekannten Quellen nicht berichtet. Die einzige Erwähnung findet sich in einem Tagebuch des Aubinger Pfarrers Michael Gotzmann, der schreibt, dass sein Vater 1483 an der Pest verstorben sei.

### Dorfordnung um 1530
Alle Aubinger Bauern waren Leibeigene ihrer jeweiligen Grundherren. Das gesellschaftliche Ansehen und die Höhe der zu entrichtenden Abgaben und Steuern richtete sich nach der Größe des bewirtschafteten Anwesens. Als Sprecher der Gmain, also der Gemeinschaft der Dorfbewohner, wurden vier Dorfvierer gewählt, bei denen es sich um Ganzhofbauern handelte. Als ganze Höfe wurden die größten bäuerlichen Anwesen bezeichnet, daneben gab es halbe, viertel und sechstel Höfe. Es gab einen Bader, der neben Rasuren und einem Bad auch eine grundlegende medizinische Versorgung anbot, und einen Schmied. Andere Berufe wie Händler, Müller, Schneider oder Schuster sind in Aubing erst viel später oder gar nicht nachzuweisen. Die Bewohner versorgten sich in dieser Hinsicht also weitgehend selbst.
Das Zusammenleben in der Aubinger Gmain lief nach festen Regeln ab. Der Ettaler Hofmarksrichter Ulrich Steger, ein an der Universität Ingolstadt ausgebildeter Jurist, hielt diese Regeln 1530 in einer Ehaftordnung schriftlich fest. Es handelte sich also nicht um eine Neueinführung, sondern um eine Beschreibung dessen, was als verbindlich erachtet wurde. Diese Ehaftordnung enthielt fünf Teilbereiche. In der Flurordnung war geregelt, wie die der Gmain gemeinschaftlich gehörenden landwirtschaftlichen Flächen und Gehölze, die Allmende, genutzt und erhalten werden sollten. Beispielsweise stand einem Vollerwerbsbauern mehr Wiesenschnitt zu als einem Viertelhofbauern. Für Verstöße waren Geldstrafen vorgesehen. Der zweite Teil beschrieb die Verpflichtung der Bauern, Flurzäune in Ordnung zu halten, um Wild am Eindringen in die Äcker zu hindern. Nach Abholung des Zehnts durften die Bauern ihre Nutztiere auf die abgeernteten Äcker treiben. Das Fällen von Früchte tragenden Bäumen war bei Geldstrafe verboten. Der dritte Teil regelte, welche Gewerbetreibenden von der Gemeinde angestellt wurden. Hierzu zählten der Bader und der Schmied. Ersterer erhielt Zahlungen von den erwachsenen Männern, letzterer erhielt von jedem Bauern eine feste Menge Naturalien im Jahr und machte dafür manche Arbeiten kostenlos. Im vierten Teil war die Bezahlung von Dienstleistern geregelt, die ihre Tätigkeit nur in bestimmten Jahreszeiten ausübten. Hierzu gehörten der Feldhüter, der Hüter der Gemeindeherde, der Kuppler für Zuchtvieh und der Wächter. Der letzte Teil regelte die Verköstigung des Richters in der Tafernwirtschaft. Hierfür waren zuerst die zu zahlenden Geldbußen zu verwenden. Sofern diese nicht ausreichten, mussten die Dorfbewohner einspringen.

### Der Dreißigjährige Krieg (1618–1648)
Im Dreißigjährigen Krieg brannte Aubing zu großen Teilen ab. Die ersten Kriegsjahre hatten zunächst wenig Auswirkung auf das tägliche Leben, da die Kriegshandlungen in anderen Teilen Deutschlands stattfanden. So ist überliefert, dass 1629 mehrere Aubinger in Dachau vom Freisinger Fürstbischof Veit Adam von Gepeckh gefirmt wurden. Im Mai 1632 stand die Armee des schwedischen Königs Gustav II. Adolf vor München. Dieser hatte München Schonung im Fall einer kampflosen Übergabe der Stadt versprochen, worauf die Stadt einging. Der König erlaubte seinen Soldaten aber die Plünderung der umliegenden Orte, im Westen am 17. oder 18. Mai. Vom Pfarrer des nördlich von Aubing gelegenen Lochhausen liegt ein Bericht über Verlust von Geld, Wertgegenständen, Vieh und anderem vor, jedoch erwähnt er keine Brände. Aus Aubing sind keine Augenzeugenberichte überliefert, aber es gibt eine Liste des Klosters Ettal von 1637 sowie ein Steuerbuch des Landgerichts Dachau von 1670, aus denen hervorgeht, dass mindestens 19 Höfe abbrannten. Historiker gehen davon aus, dass von 80 vorhandenen Anwesen 40 oder mehr dem Feuer zum Opfer fielen.
Der zwischen Lochham und Pasing gelegene Ort Brunham wurde im Zusammenhang mit den Ereignissen des Jahres 1632 letztmals erwähnt. Vermutlich brannte er nieder und wurde dann aufgegeben. Die Brunhamer Straße von Aubing nach Lochham erinnert an das ehemalige Dorf. Zwischen Herbst 1632 und 1634 zogen mehrmals kaiserliche Truppen durch die Gegend, deren Soldaten sich auch des Diebstahls von Lebensmittel schuldig machten.
Im Jahr 1646 zog die schwedische Armee erneut durch. Wie schon beim ersten Mal flohen viele Aubinger nach München. In den Akten der Pfarrei St. Peter wird von einer Trauung und zehn Taufen von Aubingern berichtet. Einige Quellen lassen vermuten, dass Aubing beim zweiten Schwedeneinfall, im Gegensatz zu anderen Orten, weniger Schäden davongetragen hat als beim ersten.
Das „Leibgeldregister“ des Landgerichts Dachau, ein Verzeichnis abgabepflichtiger Haushalte, zählt 1640 noch 44 Aubinger Namen, nur halb so viel wie 1619. 1649 sind es noch 30, 1657 wieder 41. Es ist nicht sicher, ob nicht mehr aufgezählte Haushalte nicht mehr vorhanden waren, oder vielleicht wegen kriegsbedingter Armut nicht aufgeführt wurden. Ein großer Teil der Aubinger Einwohner wurde nach 1632 nicht mehr erwähnt, etliche Aubinger Familiennamen lassen sich nach dem Dreißigjährigen Krieg nicht mehr nachweisen. In Ettaler Verzeichnissen heißt es häufig „ganzer Hoff verprunen (verbrannt) und alles gestorben“. Es tauchen aber auch neue Namen auf. In einem Fall ist dokumentiert, dass der Zuzügler aus Tirol kam.
Grundherren der Aubinger Bauern waren zu dieser Zeit neben dem Kloster Ettal auch die Münchner Pfarreien Heilig Geist und St. Peter sowie einige Münchner Bürger. Sie versuchten nach den Kriegsereignissen die Landwirtschaft mit Wiederaufbau von Wohn- und Wirtschaftsgebäuden anzukurbeln.
Trotzdem gelang es mehrere Jahrzehnte nicht, die Landwirtschaft wieder im Vorkriegsumfang aufzunehmen. So verbuschte ein Gebiet südlich des Ortes, nahe der jetzigen Bodenseestraße. Bis ins 19. Jahrhundert gab es im Ort unbebaute Flächen, die vermutlich durch Brand der Gebäude entstanden waren.

### Kriege des 18. Jahrhunderts
Über Aubinger Schäden der Kriegsereignisse von 1703/04 im Spanischen Erbfolgekrieg (siehe auch Bayerische Diversion im Spanischen Erbfolgekrieg) und 1741–1745 im Österreichischen Erbfolgekrieg ist wenig bekannt. Nur vom jeweiligen Aubinger Pfarrer sind Listen überliefert, in denen Zwangsabgaben, gestohlene Lebensmittel, Tiere und Gegenstände sowie ein abgebrannter Bauernhof, der dem Pfarrer lehnspflichtig war, aufgeführt sind. Es ist nicht anzunehmen, dass es anderen Aubingern besser erging. 1744 erstachen marodierende Soldaten einen 22-jährigen Aubinger, der mit Fuhrwerk nach München unterwegs war.

## Die Aubinger Pfarrei vom Mittelalter bis ins 20. Jahrhundert

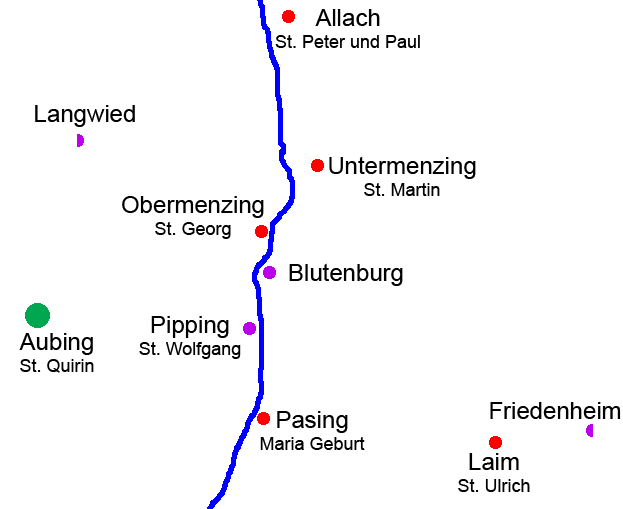
Die Aubinger Pfarrei vom Mittelalter bis ins 19. Jahrhundert. 1315 erwähnte Filialen in rot, später erwähnte in violett, die Würm in blau. Langwied und Friedenheim gehörten teilweise zur Pfarrei. Von St. Quirin bis St. Ulrich (Laim) sind es gut 6,5 km Luftlinie.

Neben dem Kloster Ettal und dem Landgericht Dachau war die Aubinger Pfarrei St. Quirin im Mittelalter und in der frühen Neuzeit die dritte einflussreiche Größe am Ort. Diese ausgedehnte Urpfarrei, die zum Bistum Freising gehörte, schloss nicht nur Aubing selbst, sondern auch zahlreiche östliche bis nördliche Nachbarorte ein. In der Konradinischen Matrikel des Bistums von 1315 wurden fünf Filialen erwähnt: „Pasing, Allach, zwei Menzing, Laim mit Friedhöfen“. Bei den beiden Menzing handelt es sich um Obermenzing und Untermenzing. Außerdem wurde festgehalten, wie viele Getreide- und Geldabgaben die Pfarrei an das Bistum zu leisten hatte. Später sind als der Pfarrei zugehörig zusätzlich nachgewiesen: mit eigenen Kirchen die Blutenburg und Pipping (St. Wolfgang) sowie ohne Kirche jeweils Teile von Friedenheim und Langwied. Das südwestliche Freiham gehörte dagegen zur nördlich gelegenen Pfarrei Lochhausen. 1438 wurde in Pasing ein Beneficium eingerichtet: ein eigener Priester, der weiterhin der Aubinger Pfarrei angehörte, kam an die dortige Kirche Mariä Geburt.
Der früheste namentlich bekannte Aubinger Pfarrer ist ein „Chunrad“, der 1311 und 1330 als Zeuge in Urkunden auftaucht.
St. Quirin war eine wohlhabende Pfarrei, die dem Pfarrer entsprechende Pfründe einbrachte. Ein Dachauer Landrichter bezeichnete sie als reichste Pfründe im Landgericht. Die Pfarrstelle wurde abwechselnd vom Bischof und vom Herzog vergeben. Beide nutzten dies, um Günstlinge zu versorgen. Daher waren unter den Aubinger Pfarrern auch Freisinger Domherren und Hofkapläne des Herzogs. Einige von ihnen ließen sich von Leutpriestern am Ort vertreten, während sie selbst weiter am Hof ihres Herren lebten, besonders um 1500. Beispielsweise war Michael Gotzmann ab 1506 Vicar (Stellvertreter) von Stephan Sundersdorfer, einem Freisinger Domherren, der in einer Matrikel von 1524 die finanziellen und personellen Verhältnisse der Pfarrei beschrieb. 1525 wurde Gotzmann, 1480 als Leibeigener in Aubing geboren, selbst Pfarrer. Er war vermutlich der Onkel von Georg Gotzmann, gräzisiert Georgius Theander, Professor der Theologie und Vizerektor der Universität Ingolstadt, der ebenfalls in Aubing geboren wurde (Theander = Gottes Mann).
Theander hatte in Wien studiert und von dort 1537 eine frühe mathematische Schrift mitgebracht, die heute als Teil der Handschrift CVP 5277 zur Sammlung der Österreichischen Nationalbibliothek gehört. Der auch als Exeget bekannte Theander war u. a. herzoglicher Kommissar einer Kommission des Bistums Freising, die die Aubinger Pfarrei in der Zeit der Gegenreformation 1560 visitierte. Aus deren überliefertem Bericht geht hervor, dass die gesamte Pfarrei mit Filialen 850 „Communicanten“ hatte, also Personen, die die Kommunion empfingen (nicht Erstkommunion). Daraus lässt sich auf eine Gesamteinwohnerzahl von über 1000 schließen. Neben dem Aubinger Pfarrer gab es einen Kaplan in Menzing und zwei „Fruemesser“, in Pasing und Aubing. Wolfgang Gotzmann, wohl ebenfalls ein Neffe von Michael Gotzmann, war Aubinger Pfarrer von 1581 bis 1616. Der Familienname ist durch die Gotzmannstraße und die daran gelegene „Schule an der Gotzmannstraße“ auch heute noch in Aubing präsent.
Die Hofmark derer von Berchem lag östlich von Aubing. Sie wuchs, bis sie schließlich alle Aubinger Filialorte an der Würm einschloss. Ab 1672 gehörte ihnen auch die Blutenburg. 1686 vermerkte Pfarrer Prugg im Taufbuch, die Taufe von zwei türkischen Jungen in der „freiherrlich Berchem’schen Schloßkapelle“. Die beiden Jungen hatte „Ihre Exzellenz Herr Baron von Berchem in der Belagerung und Einnahme der Festung Neuhäusl in Ungarn“, also aus dem Feldzug gegen die Türken mitgebracht. Aus Ali und Osman wurden Anton und Joseph. In Aubing selbst wurde 1690 auf gleiche Weise aus einem Mehmet ein Johannes Antonius Turco.
|              | Seelen | Häuser |
| ------------ | ------ | ------ |
| Aubing       | 866    | 147    |
| Langwied     | 86     | 13     |
| Allach       | 409    | 72     |
| Laim         | 222    | 33     |
| Pasing       | 1325   | 158    |
| Pipping      | 39     | 8      |
| Obermenzing  | 263    | 44     |
| Untermenzing | 229    | 43     |

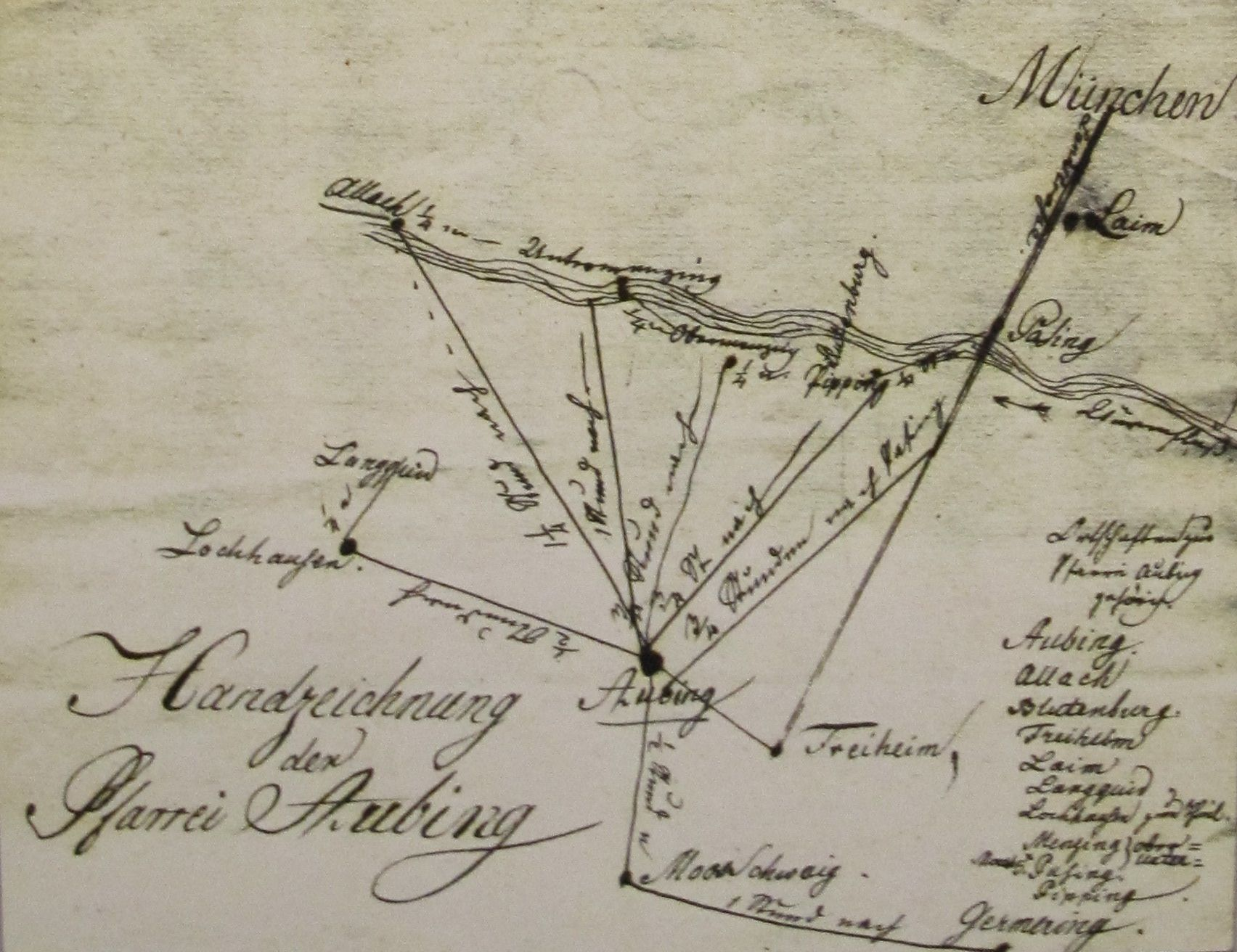
Die Filialkirchen der Aubinger Pfarrei 1817, Zeichnung von Pfarrer Michael Prumer. Norden ist links, die Würm ist mit Wellenlinien skizziert.

Eine staatliche „Güterkonskription“ von 1752 listet für Aubing 106 Anwesen, für neun davon war die Pfarrei Grundherr. Hinzu kam Grundbesitz in den Filialorten Allach und Obermenzing.
Der Aubinger Pfarrer Michael Prumer notierte 1817, dass für seine Pfarrei wegen der großen Entlegenheit der Ortschaften junge, rüstige Geistliche erforderlich seien. Josef Steinbacher zitiert 1914 eine „Diözesan-Beschreibung von Westermayer“, vermutlich von 1874, jedenfalls vor 1880, in der die zur Aubinger Pfarrei gehörenden Orte mit Größe angegeben werden (siehe Tabelle). Außerdem wurde notiert, dass 8 Langwieder Häuser zur Pfarrei Lochhausen gehörten, während 5 Friedenheimer Häuser mit 50 Seelen noch zur Pfarrei Aubing gehörten. Die Zugehörigkeiten waren also über Jahrhunderte stabil.
Eine erste Änderung erfolgte 1880, als Pasing eine eigene Pfarrei wurde, mit den Filialen Laim und Obermenzing. Auch 1914 waren Allach und Untermenzing noch bei der Pfarrei Aubing, versorgt von einem Expositus und einem Hilfspriester. Langwied gehörte nun vollständig zu Lochhausen, wie Freiham schon seit dem Mittelalter. Die 1921 geweihte Neuaubinger Holzkirche St. Joachim und Anna wurde 1922 eine eigene Pfarrei, heute St. Konrad.

## 1803/18–1942: Selbstständige Gemeinde

### Säkularisation

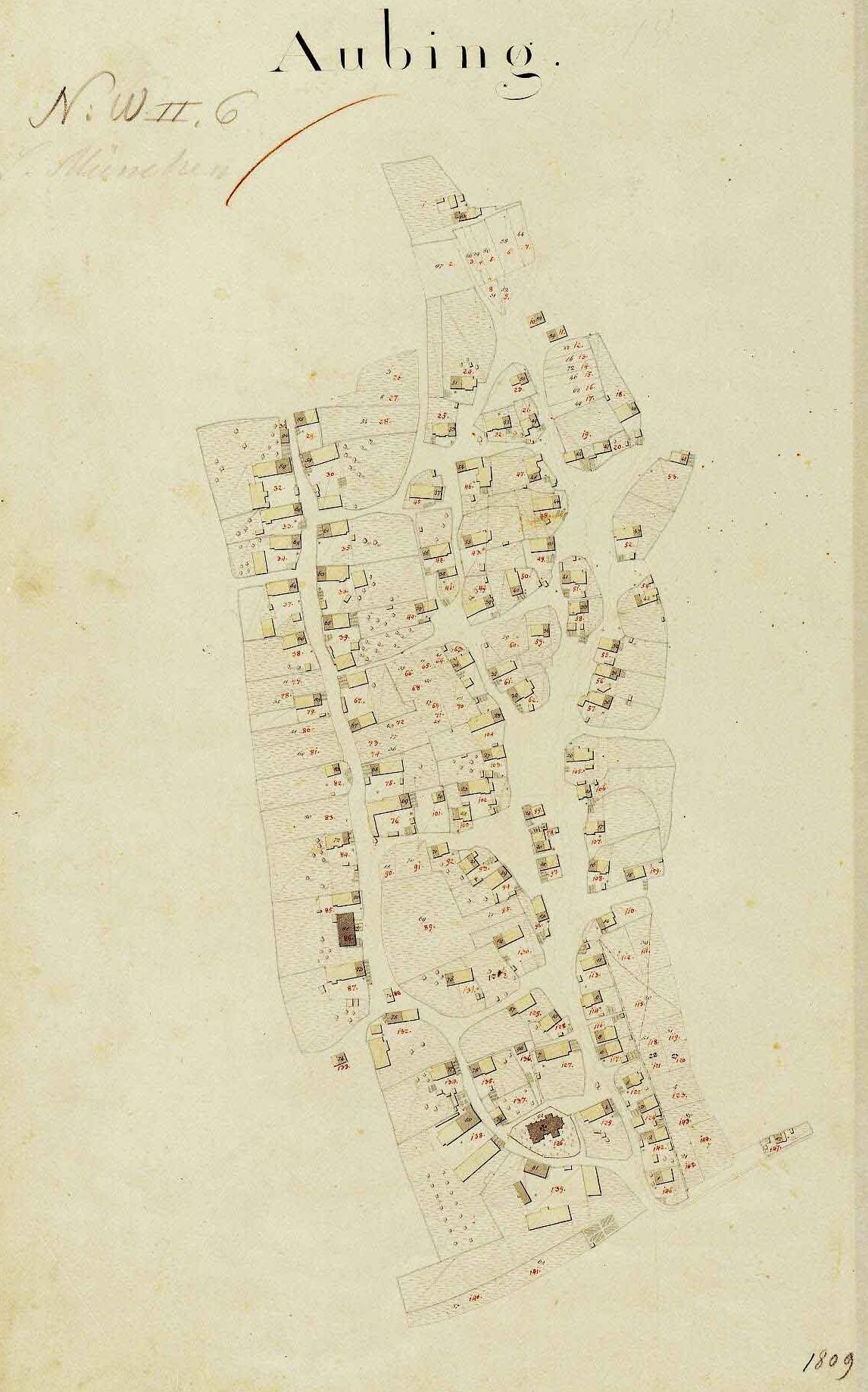
Aubing bei der Urvermessung 1809.

Im Rahmen der durch Montgelas veranlassten Säkularisation in Bayern endete die Ettaler Grund- und Rechtsherrschaft über Aubing 1803. Aubing wurde dem Gebiet des neuen Landgerichts München, dem Vorläufer des Landkreises München zugeordnet. 53 % der Aubinger Grundstücke gingen aus kirchlichem oder klösterlichem Eigentum in staatliches über. Der Rest gehörte Münchner Bürgern und dem Rentamt Starnberg. Auch der Ettaler Waldbesitz in der Aubinger Lohe ging ins Staatseigentum. Die Lebensumstände in der Gmain, der Dorfgemeinschaft, änderten sich in der Folge stark. Die Abgabenlast der Bauern blieb dagegen zunächst gleich, nur dass die Abgaben nun an das Kurfürstentum Bayern zu leisten waren. Die fünf Gulden Zulage, die der Schullehrer zuvor vom Kloster Ettal erhalten hatte, übernahm nun ebenfalls der Staat. Staatliche Verwalter trieben die Ausstände an Geld und Sachlieferungen ein, die die Bauern noch beim Kloster hatten. Das Kapitel „Aubingische Underthansausstände“ wurde erst 1824 abgeschlossen.
Die Reformen im neuen Königreich Bayern führten zu einer ersten exakten Vermessung bayerischer Gemeinden. Bei dieser sogenannten Urvermessung hatte Aubing im Jahr 1809 97 Anwesen mit zusammen 270 Gebäuden.
Für die Jahre 1801 bis 1810 hat Josef Steinbacher aus den Pfarrmatrikeln eine Aufstellung der Todesfälle für die gesamte Pfarrei Aubing vorgenommen. Für diese zehn Jahre zählte er 980 Geburten, 612 gestorbene Kinder (62 %) und insgesamt 901 Todesfälle. 68 % aller Gestorbenen waren also Kinder. Ein Vergleich mit einer anderen Quelle legt nahe, dass mit „Kindern“ nur solche bis zur Vollendung des ersten Lebensjahres gemeint sind. Als Todesursachen bei Kindern nennt er Kindsblattern, Fraisen, Keuchhusten sowie „mangelhafte Hilfe bei der Geburt“. Häufigste Todesursache bei Erwachsenen war ‚Wassersucht‘.

### Gemeindegründung
Durch das bayerische Gemeindeedikt von 1818 entstand auch die Gemeinde Aubing, mit einer eigenen Selbstverwaltung. Der Gemeindeausschuss wurde von allen steuerzahlenden Bürgern gewählt, also im Wesentlichen von Grundbesitzern. An der Spitze stand ein gewählter Gemeindevorsteher. Bis 1870 gab es sieben Dorfvorsteher, bei denen es sich um angesehene ortsansässige Bauern handelte. Zwischen 1870 und der Eingemeindung nach München 1942 sind zehn Bürgermeister aktenkundig.
Bei der Gemeindegründung kam auch die Hofmark Freiham, zu der das Gut Freiham und die Moosschwaige gehörten, zu Aubing. Dagegen gehörten große Gebiete im Norden der ehemaligen Gemarkung nicht mehr dazu. Neben der Landwirtschaft sind die Berufe Bader, Fischer, Hufschmied, Metzger, Schäffler, Schneider, Weber und Wirt dokumentiert.
Die erste große Investition war die Errichtung einer Schule 1821/22 (heutige Altostraße 16, Schul- und Mesnerhaus bis 1894). Neben dem Volksschulwesen zählte auch die Armen- und Krankenfürsorge zu den Aufgaben der Gemeinde. So kam es, dass trotz der eher schlechten finanziellen Ausstattung der Gemeindefinanzen ein Armenhaus eingerichtet wurde. Auch erhielten bedürftige ledige Mütter Unterstützung. Nach München wurden Torf zum Heizen sowie Putz- und Scheuersand aus der Aubinger Lohe geliefert.
Von 1816 bis 1848 lag die niedere Gerichtsbarkeit bei den Grafen von Yrsch, den Eigentümern von Gut Freiham.

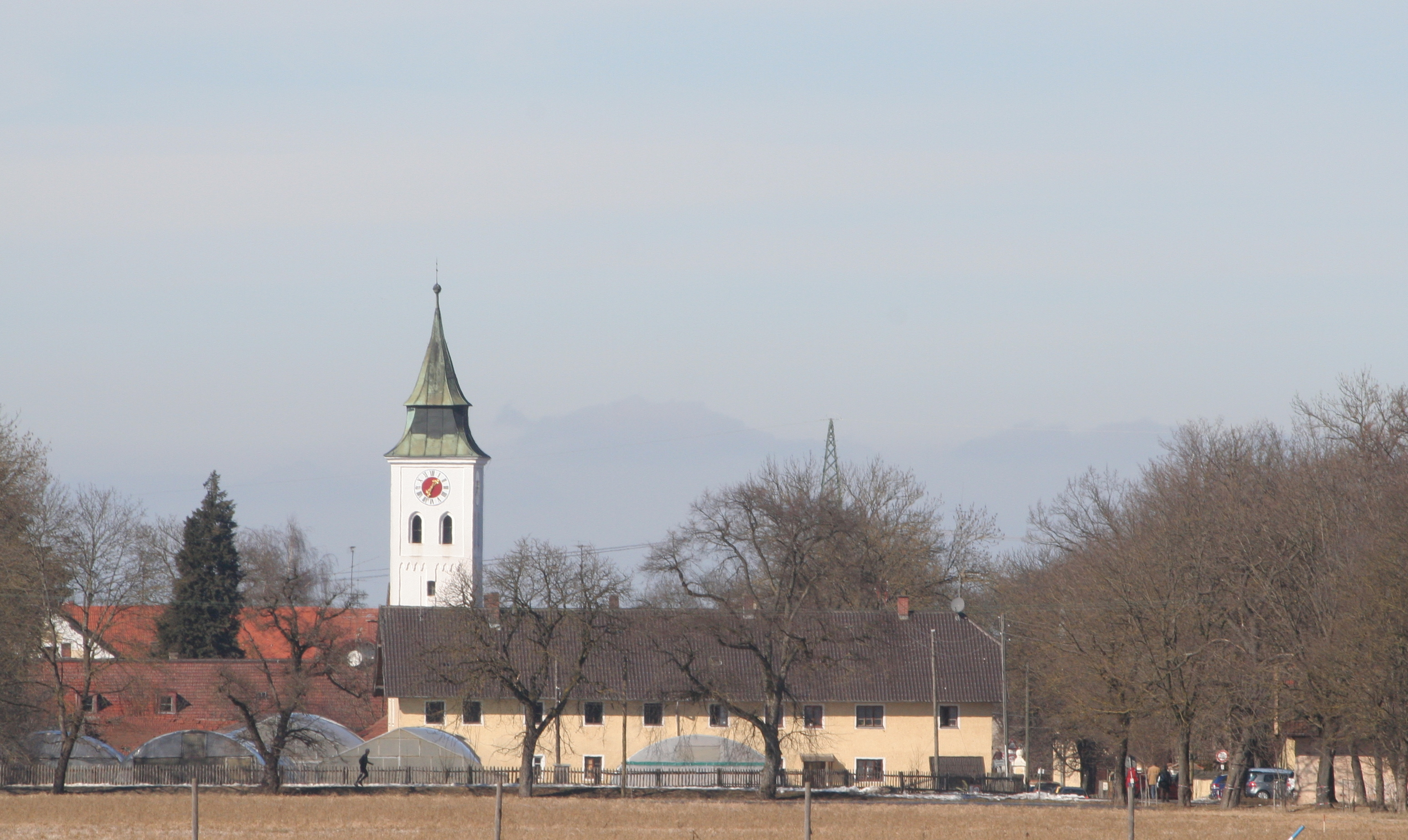
Das Gut Freiham gehörte seit 1818 zur Gemeinde Aubing.
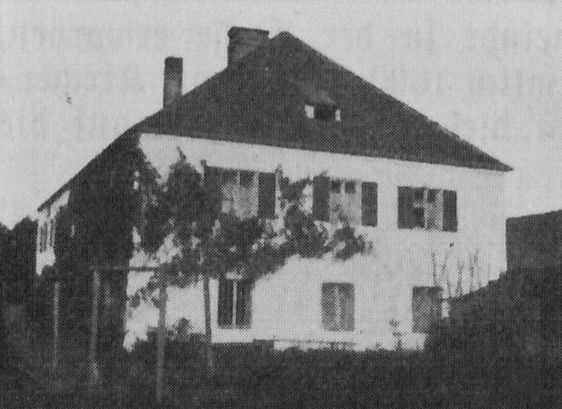
Das alte Schulhaus von 1822 in einer Aufnahme von 1914
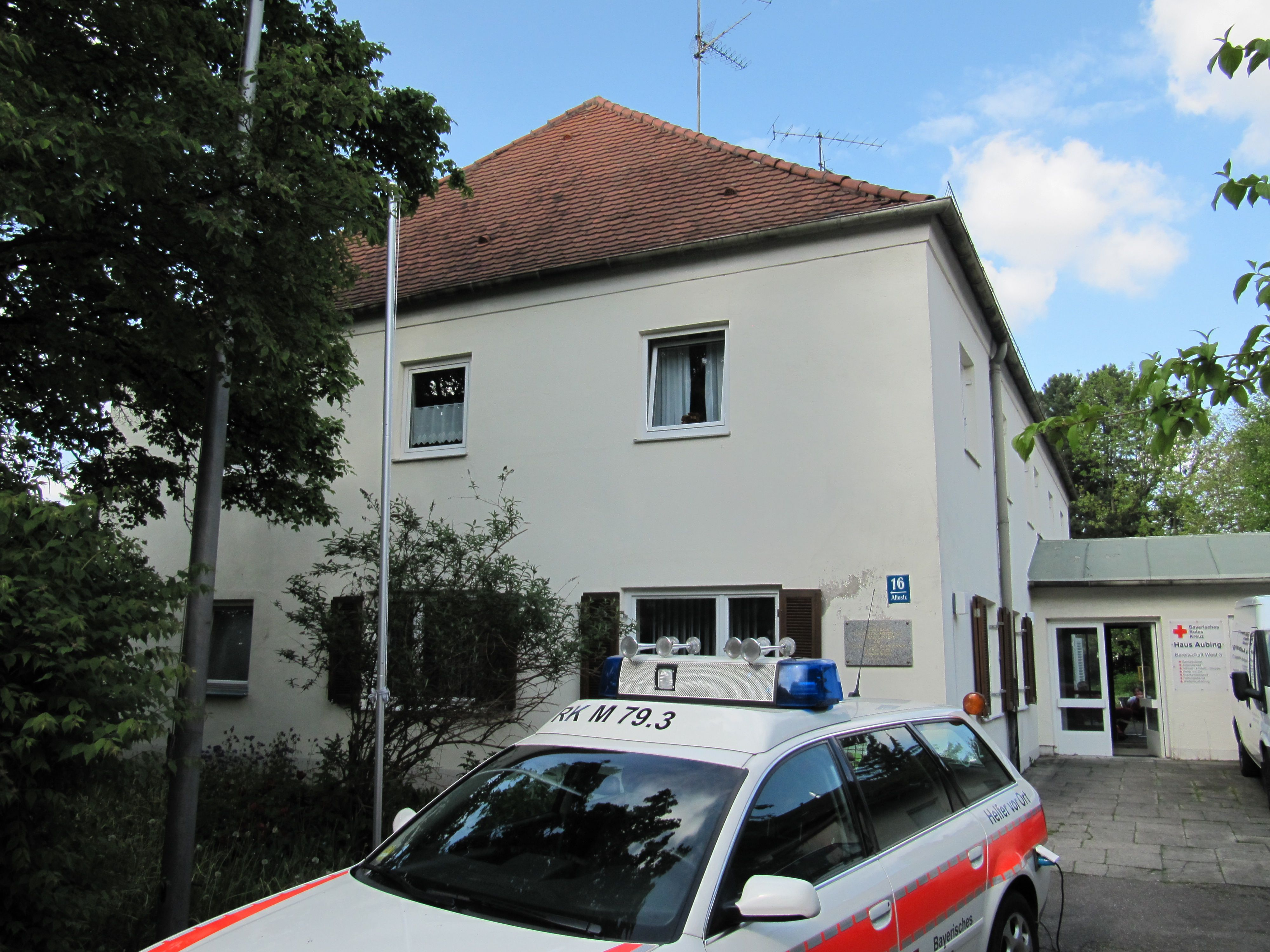
Das alte Schulhaus wird heute vom Bayerischen Roten Kreuz genutzt.

### Aubing im „Haupt-Bericht über die Cholera-Epidemie des Jahres 1854 im Königreiche Bayern“
Die Choleraepidemie von 1836/37 traf Aubing nur in geringem Ausmaß. Bei der nächsten Epidemie 1854 starben jedoch innerhalb von drei Monaten im Pfarrbezirk Aubing 68 Personen, davon 42 (nach anderer Quelle 39) in Aubing selbst. Somit tötete die Krankheit etwa jeden zwanzigsten Aubinger. Die Überlebenden gelobten daraufhin, für den Schutzheiligen gegen Seuchen, St. Sebastian, jährlich ein Hochamt zu feiern.
|              | 1836/37   | 1836/37 | 1854      | 1854 |
| Ort          | Einwohner | Tote    | Einwohner | Tote |
| ------------ | --------- | ------- | --------- | ---- |
| Aubing       | 609       | 1       | 787       | 30   |
| Freyham      | 70        | 2       |           |      |
| Lochhausen   |           | 0       | 78        | 1    |
| Langwied     |           | 0       | 120       | 1    |
| Allach       | 401       | 3       | 416       | 6    |
| Untermenzing | 216       | 10      | 266       | 4    |
| Obermenzing  | 280       | 8       | 127       | 1    |
| Pasing       | 411       | 5       |           | 0    |
| Laim         |           | 0       |           | 0    |
| München      | 84,437    | 802     | 106,715   | 2223 |

1856 legte die kgl. Commission für naturwissenschaftliche Untersuchungen über die indische Cholera den ersten Teil ihres Haupt-Bericht über die Cholera-Epidemie des Jahres 1854 im Königreiche Bayern vor. Die in diesem Bericht genannten Todeszahlen (siehe Tabelle) sind wohl häufig unvollständig, trotzdem geben sie Aufschluss über die regionale Verbreitung der Krankheit. Auch aus diesen Zahlen geht hervor, dass die Krankheit in Aubing besonders schlimm wütete, der Anteil der Toten an der Gesamtbevölkerung war doppelt so hoch wie in München.
Deswegen suchte das Kommissionsmitglied Max Pettenkofer Aubing im Juni 1856 persönlich auf. Der genannte Haupt-Bericht enthält ein „Referat“ mit seinen Erkenntnissen. Zu dieser Zeit war noch unklar, wie sich die Cholera von einer Person zur nächsten ausbreitete und welche weiteren Faktoren möglicherweise eine Rolle spielten. Diskutiert und im Bericht beschrieben wurden etwa Bodenbeschaffenheit und Lebensverhältnisse. Daher bietet das Referat auch über den Krankheitsbezug hinaus interessante Einblicke.
Pettenkofer zitiert einen Bericht des Gerichtsarztes Dr. Kranz. Während Dr. Kranz aus anderen Orten wie Schwabing und Sendling von „vielen Armen“ berichtet, schrieb er über Aubing:

„Eigentliche Arme gibt es in Aubing nicht. Jedermann hat seine ordentliche nahrhafte Kost und hinlängliche Kleidung. Die ganze Bevölkerung beschäftiget sich mit Ackerbau und ist sonst ein kräftiger Menschenstamm; außer Frühlingswechselfiebern (Malaria) kommen sonst wenige Krankheiten zu Aubing vor.“

Und an anderer Stelle:

„Die Abtritte zu Aubing sind bei sämmtlichen Häusern ausser (außerhalb) den Wohnungen, 10–20 Schritte vom Hause entfernt, an oder auf den Düngerstätten. Im einzigen Pfarrhause ist der Abtritt neben der Küche und die Kloake geht unter dem Hause durch.“

Bei seinem Besuch in Aubing rekonstruierte Pettenkofer zunächst mit Hilfe von Pfarrer Gigl genau, wann und wo Cholerafälle aufgetreten waren. Er zählte 39 Todesfälle verteilt auf 18 Häuser und stellte fest, dass alle betroffenen Häuser im nördlichen, tiefer gelegenen Teil des Dorfes standen, während der südliche, höher gelegene Teil frei von Cholera blieb. Untersuchungen der zu jedem Haus gehörenden Brunnen ergaben, dass der Grundwasserspiegel in den Brunnen im am tiefsten gelegenen Dorfteil um die drei Fuß unter der Erdoberfläche lag, während im höher gelegenen Gebiet bis über 17 Fuß erreicht wurden. Die Dorfbewohner berichteten, das Cholera-Jahr sei sehr nass gewesen und die Brunnenspiegel hätten generell mehrere Fuß höher gestanden. Auch stellte Pettenkofer einen Fluss des Grundwassers vom höher gelegenen südlichen, nicht betroffenen Teil zum betroffenen tiefer gelegenen, nördlichen Teil fest.
Pettenkofer diskutierte die Möglichkeit, dass die Ansteckungsgefahr vom Ausmaß des Publikumsverkehrs abhinge, und verwarf dies, da weder im Haus des Ortsvorstehers noch im Pfarrhaus noch im Wirtshaus Fälle auftraten. Er schlussfolgerte:

„Aubing ist mithin auch wieder ein klarer Beleg dafür, dass der persönliche Verkehr allein noch nicht ausreichend ist, eine Epidemie zu entwickeln – so nothwendig er auch dazu sein mag,– dass mithin noch andere Factoren ebenso nothwendig mitwirken müssen und das hievon jedenfalls Einer die örtliche Beschaffenheit ist.“

Zwar hielt er an anderer Stelle in seinem Referat den Einfluss der Höhe des Grundwassers für wahrscheinlich, die Möglichkeit, dass ein Krankheitserreger mit dem Wasser übertragen wird, diskutierte er jedoch nicht.

### Anschluss an die Bahn, Pasing steigt auf

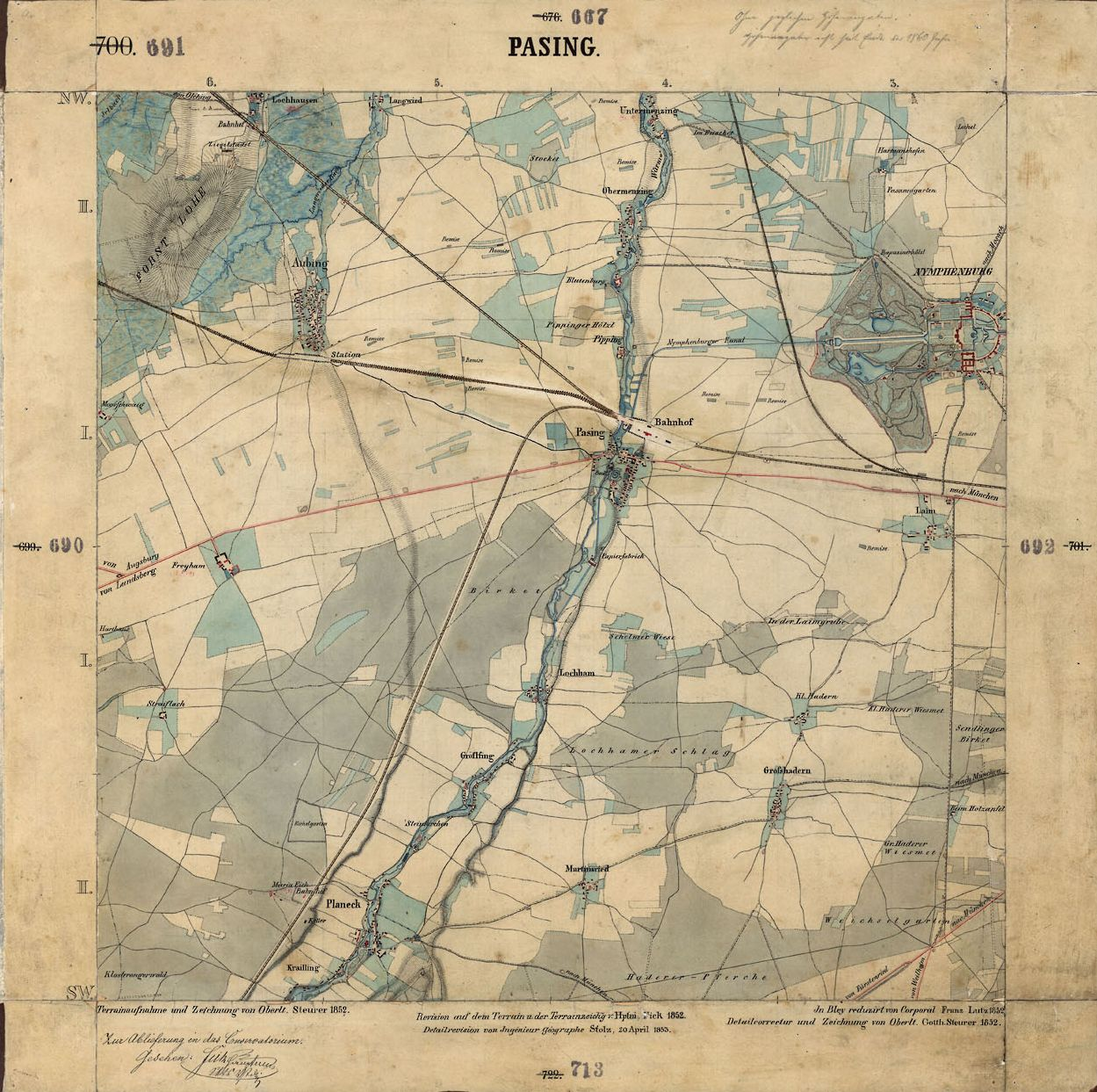
Karte von Pasing und Umgebung, 1855. Die Eisenbahnlinie nach Buchloe wurde offensichtlich später nachgetragen.

Für Jahrhunderte war Aubing der Hauptort im Westen Münchens. 1836 hatte Aubing 609, Pasing nur 411 Einwohner.
Eine wichtige Rolle in der weiteren Entwicklung spielte die Eisenbahn. Das erste Teilstück der Bahnstrecke München–Augsburg von München über Pasing nach Lochhausen eröffnete am 1. September 1839. Zwar berührte die Strecke Aubinger Gebiet, doch hielten die Züge dort nicht. Pasing dagegen profitierte vom neuen Bahnanschluss, die Bevölkerung wuchs stark, bis 1925 auf 12.090 Einwohner.
1861 bekam Pasing einen ersten eigenen katholischen Pfarrer, 1881 erfolgte die Ernennung zur selbstständigen Pfarrei mit den Filialkirchen Laim und Obermenzing. Eine protestantische Pfarrei kam 1907 dazu. Im Jahr 1905 wurde Pasing zur Stadt erhoben.
Am 1. Mai 1873 ging die Bahnstrecke München–Buchloe in Betrieb, und Aubing erhielt einen Bahnanschluss. Die Strecke, gebaut auf der Trasse eines ursprünglich geplanten Kanals, führte unmittelbar südlich der damaligen Bebauung am Ort vorbei; der Bahnhof Aubing war nicht weit von der Pfarrkirche St. Quirin entfernt. Aubing war damit gut erreichbar, die Bevölkerungszahl begann zuzunehmen und lag Anfang des 20. Jahrhunderts bei 1700.
Die meisten Einwohner lebten noch von der Landwirtschaft. Wohnen in Aubing war im Vergleich zur königlichen Residenzstadt München günstig und daher bei mittleren Einkommensschichten beliebt, so dass viel Baugrund den Besitzer wechselte.
1861 ließ sich der erste praktische Arzt in Aubing nieder, zuvor wurde die Bevölkerung von Badern versorgt.
Von 1901 bis 1910 gab es in der Gemeinde Aubing zusammen 1112 Geburten, 502 gestorbene Kinder (45 %) und insgesamt 626 Todesfälle. Dabei sind mit „Kindern“ wohl jene im ersten Lebensjahr gemeint. Die Todesrate bei Kindern ging in diesem Zeitraum von anfangs über 50 % auf unter 40 % ab 1907 zurück. Der zeitgenössische Chronist Steinbacher führte dies auf „erhöhte Lohnverhältnisse“ und damit einhergehende günstigere Lebensbedingungen zurück.

### Industrialisierung

#### Chemische Fabrik Aubing
Die Chemische Fabrik Aubing war vermutlich die älteste Aubinger Industrieansiedlung. 1894 erwarb der jüdische Münchener Kaufmann Julius Einhorn das östlich des Aubinger Dorfkerns gelegene Betzenhaus, einen kleinen Bauernhof, und errichtete neben dem Hof ab 1895 ein Fabrikgebäude. Das nördlich der Bahnstrecke München–Buchloe gelegene Areal erhielt 1920 einen eigenen Gleisanschluss. 1905 verkaufte Einhorn die Fabrik an den Chemiker Moritz Bloch, der den Betrieb bis zur Arisierung 1938 weiter ausbaute und anschließend nach New York emigrierte, wo er 1942 starb. Die auf Klebstoffe und Arzneien spezialisierte Fabrik mit weltweitem Vertriebsnetz wurde nach der Rückübertragung ab 1949 von Blochs Sohn Kurt und anschließend von dessen Testamentsvollstrecker bis 1978 geführt und dann geschlossen. Das Gelände wurde an einen Bauträger verkauft. Heute zeugen nur noch die dortigen Straßennamen Fabrikstraße und Industriestraße von dem Familienunternehmen.

#### Aubinger Ziegelei
Im Jahr 1898 wurde eine erste Gesellschaft der Aubinger Ziegelei gegründet, um aus dem lehmreichen Boden südlich des Bahnhofs Aubing Ziegel herzustellen. Die Lehmzunge, die in früheren Zeiten den Getreideanbau überhaupt erst ermöglicht hatte, wurde nun also abgebaut.
Die „Neue Münchner Aktien – Ziegelei“ erwarb südlich des Bahnhofs Aubing ein Gebiet von 142 Tagwerk (etwa 48 Hektar). Noch im selben Jahr wurde der Unternehmensname geändert, erneut etwa 1913, dann in „Neue Münchner Aktien – Ziegelei AG in München“, da der Geschäftssitz in München war. 1934 wurde dieser nach Aubing verlegt, kurz vor dem Beschluss zur Liquidation des Unternehmens im selben Jahr. Nach dem Verkauf des Betriebsgeländes wurde die Liquidation der Gesellschaft 1942 vollzogen. Der Käufer verpachtete das Gelände zunächst, so dass die Produktion nach dem Zweiten Weltkrieg bis 1962 weiter lief. Zwar war noch genügend Lehm vorhanden, die Produktion war aber nicht mehr rentabel.
Das auszubeutende Gelände zog sich von der Pretzfelder Straße im Norden bis zur Wiesentfelser Straße im Süden, im Osten begrenzt durch die Limesschule und andere Gebäude und im Westen bis zur Neideckstraße (jeweils heutige Straßennamen). Die Ziegelei selbst lag im Norden dieses Gebiets, südwestlich der Kreuzung Pretzfelder Straße und Streitbergstraße. Sie umfasste Trocknungs-Stadeln und Brennöfen sowie einen hohen Schornstein. Der mit Pickeln und Schaufeln abgebaute Lehm musste teilweise mehrere hundert Meter mit Rollwagen dorthin transportiert werden. Die entstandenen Geländestufen lassen sich heute nur an Streitberg- und Neideckstraße noch bemerken.
Das Datum der Produktionsaufnahme ist nicht überliefert, für 1901 ist bekannt, dass produziert wurde. Gemeindeunterlagen verzeichnen für dieses Jahr 50 Arbeiter über 16 Jahre, fünf zwischen 14 und 16 und drei unter 14. Die Zahl der Arbeiter schwankte stark, im Folgejahr waren es nur drei, um danach wieder auf 50 bis 60 anzusteigen. In den Jahren vor dem Ersten Weltkrieg waren die Beschäftigtenzahlen hier also im Durchschnitt höher als in der Chemischen Fabrik Aubing, die zu diesem Zeitpunkt als Süddeutsche Ceresinwerke Aubing etwa 10–20 Beschäftigte hatte. Die meisten Arbeiter in der Ziegelei dürften Saisonarbeiter aus den italienischen Alpen gewesen sein. Von 1901 ist ein Schreiben des Kgl. Bezirksamts München erhalten, das Mindeststandards für deren Unterbringung vorschreibt, woraus geschlossen werden kann, dass die Arbeitsbedingungen schlecht waren.
Im Ersten Weltkrieg ruhte der Betrieb. Danach wurden, auch aufgrund einiger Modernisierungen, nur noch 30 bis 40 Arbeiter eingestellt, abgesehen von einer vorübergehenden Stilllegung in der Weltwirtschaftskrise 1932/33. 1934 beschreibt ein Zeitungsartikel, dass „… die Löhne für etwa 30 bis 50 Arbeiter, die ihren wöchentlichen Lohn zum größten Teil wieder in Aubing umsetzen“ ein wesentlicher Faktor für das Wirtschaftsleben der Gemeinde seien. Im November 1939 wurde der Betrieb erneut eingestellt, aus kriegsbedingtem Arbeitskräftemangel. Vermutlich ab 1948 wurde die Produktion wieder aufgenommen und lief bis 1962.
1963 wurde die Ziegelei abgerissen, auf dem Gelände stehen heute Wohnhäuser. Erhalten geblieben ist jedoch das Gebäude der 1903 errichteten Betriebsgaststätte „Zur Lüfte“ in der Pretzfelder Straße, in dem sich auch heute eine Gastwirtschaft befindet.

#### Centralwerkstätte Aubing

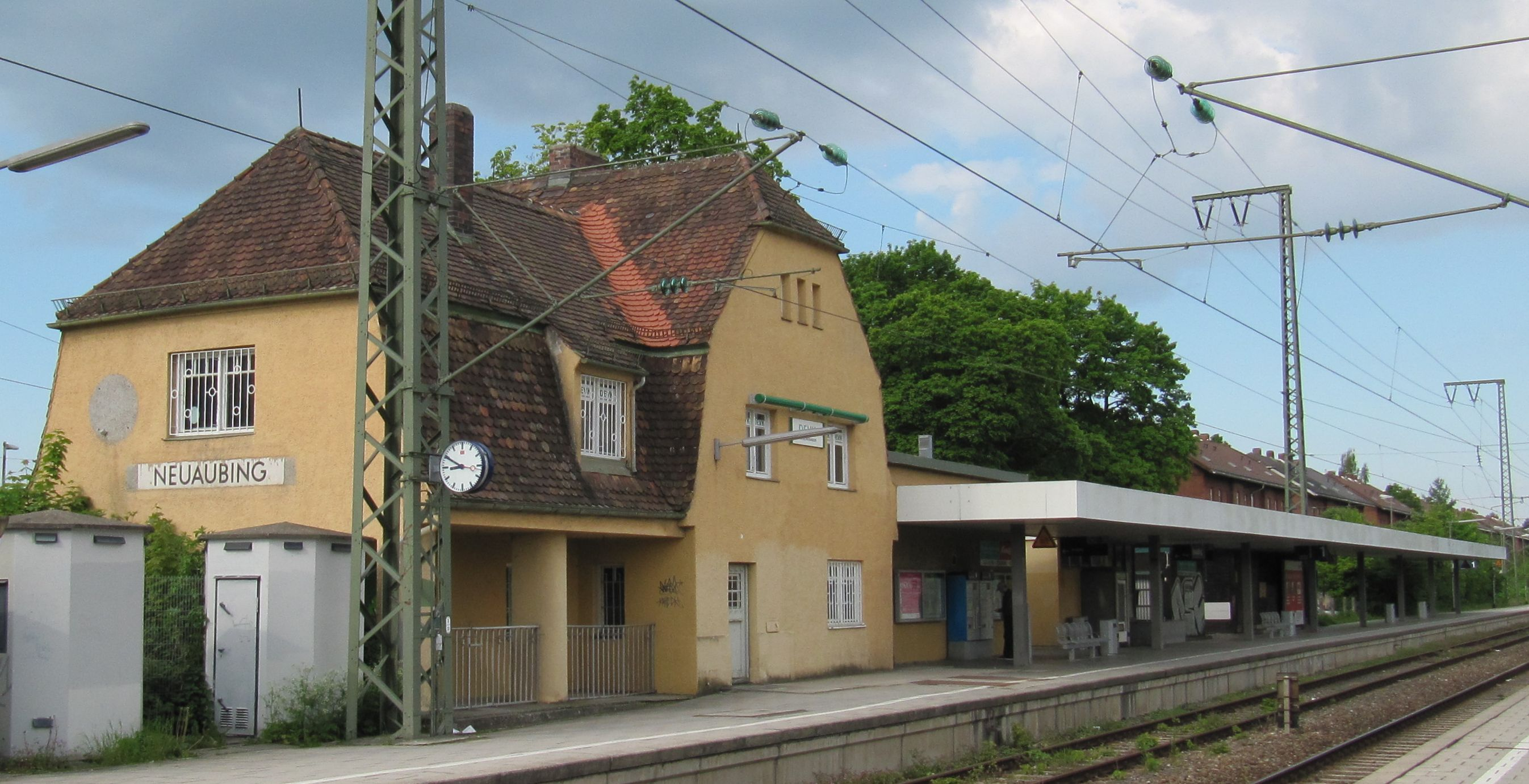
Bahnhof Neuaubing

Am 3. Juli 1903 eröffnete die durch den Süden des Aubinger Gebiets führende Bahnstrecke von Pasing nach Herrsching am Ammersee. Schon zuvor, 1901, beschloss der Bayerische Landtag den Bau der „V. Centralwerkstätte der königl. bayer. Staatsbahn“, des späteren Bahnausbesserungswerks, südlich dieser Bahnstrecke, auf einem Gelände des Guts Freiham. Das Grundstück wurde von Hugo Ritter und Edler von Maffei, der Freiham 1887 erworben hatte, preisgünstig zur Verfügung gestellt. Als Eigentümer der sehr verlustbehafteten Ammersee/Amper-Schifffahrt hatte er ein wirtschaftliches Interesse an dieser Bahnstrecke. Da die Bahn eigene Planungshoheit hatte, musste kein Einverständnis der Gemeinde Aubing eingeholt werden.
Die Haltestelle (heute Neuaubing) wurde 1905 eröffnet, die Centralwerkstätte Aubing 1906. Die Zahl der Mitarbeiter dieses Ausbesserungswerks der Königlich Bayerischen Staatseisenbahnen wuchs im Jahr 1906 von 351 auf über 500 im Jahr 1913 und über 1500 nach der Demobilisierung des bayerischen Heeres 1919. Im Ersten Weltkrieg wurden in großem Umfang Kriegsgefangene eingesetzt. Mit Gründung der Reichsbahn wurden die Anlagen als Reichsbahn-Ausbesserungswerk Neuaubing bekannt, das später die Deutsche Bundesbahn übernahm. Neben Dornier war das große Ausbesserungswerk über Generationen der wichtigste Arbeitgeber vor Ort, der im 20. Jahrhundert die Lebenskultur in Aubing mitprägte. Bereits Ende der 1960er Jahre überprüfte die Bahn eine Auflösung des Ausbesserungswerks, doch entschieden sich die Verantwortlichen 1969 für einen reduzierten Weiterbestand, der im Zuge einer Modernisierung und Umorganisation wirtschaftliche Standortvorteile bringen sollte. Nach dem Zusammenbruch des Eisernen Vorhangs 1990 wurden die Stimmen für eine Stilllegung und den Abbau von Kapazitäten wieder lauter. Ab 1997 wurde das Werk dem Transportbereich DB Reise&Touristik als C-Werk zugeordnet. Bis Anfang 2001 arbeiteten noch 530 Mitarbeiter an der Instandsetzung von Reisezugwagen; im Juni desselben Jahres beschloss der Vorstand der Deutschen Bahn AG die Schließung des Werkes Neuaubing bis Jahresende.

#### Compagnie Internationale des Wagon-Lits et des Grands Express Européens

Luftbild des CIWL-Werks (unten) und der Centralwerkstätte 1914

Neben dem staatlichen Ausbesserungswerk bestand von 1913 bis zum 31. Dezember 2000 in dessen unmittelbarer Nachbarschaft ein Ausbesserungswerk der französischen Internationalen Schlaf- und Speisewagengesellschaft (Compagnie Internationale des Wagon-Lits et des Grands Express Européens) ISG (CIWL), das später unter dem Namen ISG und DSG mbH Werkstätten Neuaubing firmierte.
Bis 1924 wurden Schlafwagen mit Teakholz-Wagenkästen in Neuaubing gebaut, bevor die Gesellschaft endgültig auf Ganzstahlbauweise umschwenkte. Die über 600 Beschäftigten nahmen auch Um- und Neubauten von Schlaf- und Speisewagen vor. 1925 schloss das Werk, es folgte eine Zwischennutzung als Lager, bevor die Dornier-Werke anfingen (siehe nächstes Kapitel). Die 1945 gegründete Maschinenbau Neuaubing führte erneut Instandhaltungen im Auftrag der ISG durch, ab 1947 gehörte das Werk wieder zur ISG. Auf Grund von Bombenschäden musste sie anfänglich teilweise unter freiem Himmel arbeiten. Ab 1957 kam es zu einer Kooperation mit der Deutschen Schlafwagen- und Speisewagengesellschaft (DSG).
1966 entfiel die Aufarbeitung von Speisewagen der DSG, da diese in den Besitz der Bundesbahn übergingen. 1974 endete auch der eigenständige DSG-Betrieb von Schlafwagen. Für die ISG setzten 1990 noch 150 Mitarbeiter jedes Jahr zwischen 380 und 400 Waggons in Stand; zusätzlich wurden damals Wagen des TUI-FerienExpress und des Reisebüros Mittelthurgau aufgearbeitet. Aufgrund des stark zurückgehenden Nachtreiseverkehrs in den darauffolgenden zehn Jahren verlor das Werk seine Rentabilität und wurde Ende 1999 geschlossen.
Mitte 2013 pachtete der Münchener Hallenbetreiber Wolfgang Nöth das Gelände.

#### Dornier-Werke
1934 pachtete eine selbständige Gesellschaft der Dornier-Werke Fabrikanlagen der Compagnie Internationale des Wagons-Lits et des Grands Express Européens, die sich wie die Eisenbahn-Werkstätten südlich der Bahnstrecke Pasing–Herrsching befanden, jedoch unmittelbar östlich der Brunhamstraße lagen. Ab 1935 wurde der Betrieb mit dem Serienrumpfbau der Dornier Do 23 aufgenommen. 1937 wurden die Anlagen in Neuaubing gekauft. Zwar lag das Werk in unmittelbarem räumlichen Zusammenhang mit Neuaubing und wurde auch als Werk Neuaubing bezeichnet. Der Grund östlich der Brunhamstraße und südlich der Bahnstrecke gehörte damals jedoch zur Stadt Pasing, auch wenn die Pasinger Bebauung weit entfernt war. Dieses Gelände sowie ein Streifen östlich der Brunhamstraße beidseits der Bodenseestraße kam erst später zu Aubing. 1938 zählte die Dornier-Belegschaft 2800 Angestellte. Während des Krieges produzierte das Werk unter anderem Junkers Ju 88 und Messerschmitt Me 410, spätestens ab 1941 mittels Einsatz von Zwangsarbeitern und ab 1943 auch KZ-Häftlingen. Die Fabrikhallen erlitten Bombenschäden und wurden nach der Einnahme Münchens durch die US-Amerikaner beschlagnahmt.
Nach 1945 verboten die Alliierten die Produktion von Flugzeugen, die in Neuaubing erst Anfang 1956 mit der erfolgreichen Dornier Do 27 wieder aufgenommen werden konnte. Sie war das erste in Serie gebaute deutsche Flugzeug seit 1945. Die Produktion der Do 27 lief 1966 in Neuaubing aus. Ab 1958 war das Werk bereits mit dem Nachfolger Dornier Do 28 beschäftigt. In den Neuaubinger Anlagen sowie auf der werkseigenen Oberpfaffenhofener Flugwerft gewann der erste experimentelle Senkrechtstarter der Welt, die Dornier Do 31 ab 1962 ihre Form. 1991 übertrug die Dornier-Gesellschafterversammlung die Neuaubinger Fabrik an die Deutsche Airbus GmbH. 1993, kurz vor der Schließung, bauten noch 1161 Mitarbeiter Teile für Airbus. Auf dem Gelände des ehemaligen Werks befindet sich heute ein „Business-Park“, der Gewerbeflächen vermietet.

### Die Anfänge von Neuaubing und die Gründung weiterer Wohngebiete

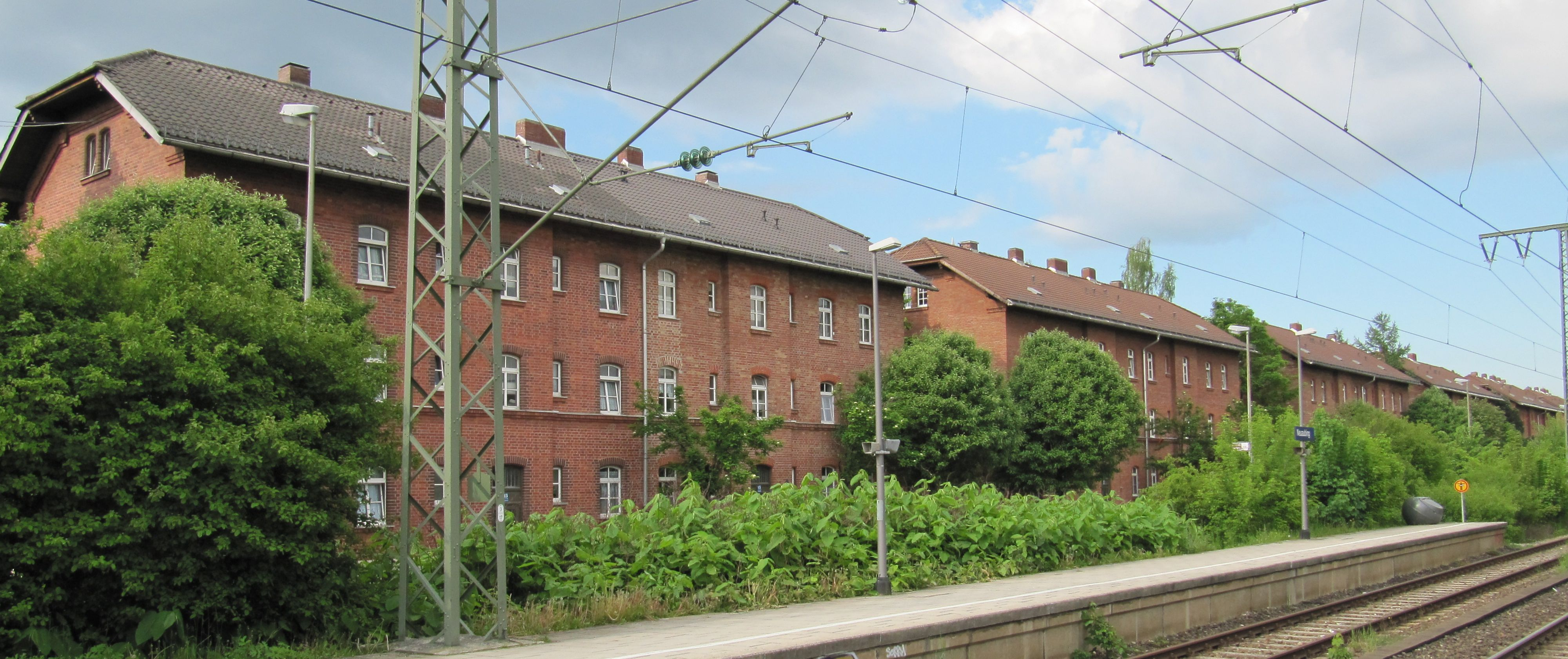
Eisenbahner-Wohnungen, Papinstraße 13

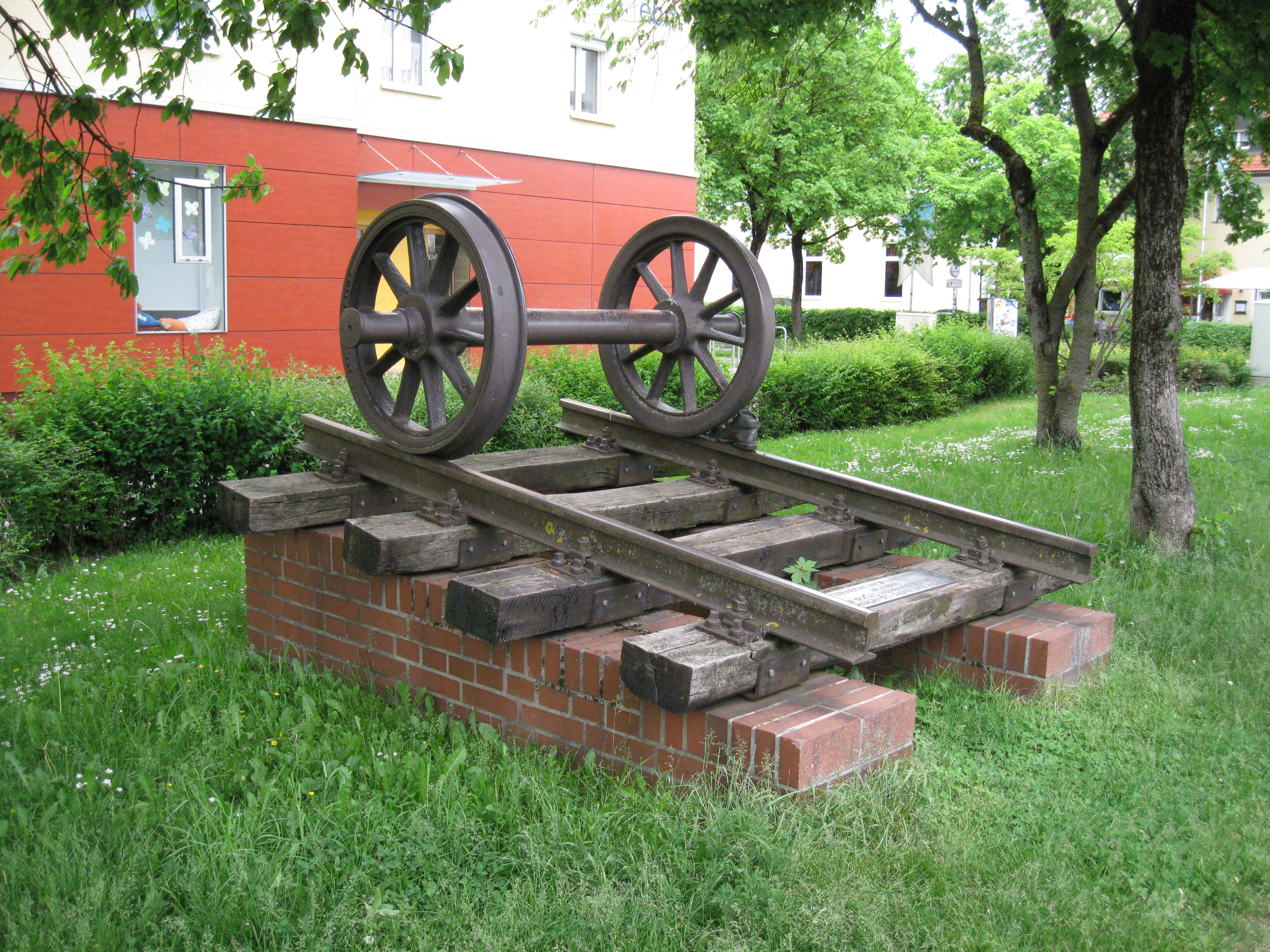
Denkmal für Neuaubing als Eisenbahnersiedlung am Beginn der Wiesentfelserstraße.

Für die Arbeiter und Beamten der Centralwerkstätte wurden in der heutigen Papinstraße, südlich der neuen Bahnstrecke und zwei Kilometer von Alt-Aubing entfernt, eine erste Wohnsiedlung gebaut, die sogenannte Kolonie. Auch nördlich der Bahnstrecke wuchs der neue Ortsteil Aubing-Süd. Die Bezeichnung Neuaubing setzte sich jedoch bald durch und wurde 1915 amtlich. Da die Neubürger aus allen Teilen Bayerns keinen steuerpflichtigen Haus- und Grundbesitz hatten, konnten sie im Deutschen Kaiserreich nicht Gemeindebürger werden. Erst ab 1919, in der Weimarer Republik, durften sie wählen. Die Bahn war als Staatsbetrieb von den Gemeindesteuern ausgenommen. Die Gemeinde sollte aber die erforderliche Infrastruktur bereitstellen. Wie zu erwarten war, gab es Reibereien, etwa bei der Schulversorgung.
Eine wichtige Rolle bei der Wohnraumbeschaffung spielte die 1908 gegründete Eisenbahner-Baugenossenschaft München (ebm), deren Siedlung entlang der Limesstraße südlich der Plankenfelserstraße von 1908 bis nach dem Zweiten Weltkrieg in mehreren Etappen gebaut wurde. Der Wandel vom Bauerndorf zum Gewerbestandort und das damit verbundene Bevölkerungswachstum machte auch etliche öffentliche Bauvorhaben erforderlich. Neben dem Straßennetz gehörten dazu eine Kirche, eine Schule und ein Wasserwerk mit dem weithin sichtbaren Aubinger Wasserturm von 1910. Die erforderlichen Ausgaben belasteten die Gemeinde so sehr, dass der Gemeinderat 1914 einen Eingemeindungsantrag an das finanzstarke, mittlerweile zur Stadt erhobene benachbarte Pasing stellte. Aufgrund der schlechten Aubinger Finanzlage lehnte der dortige Stadtrat dies jedoch ab.
Nördlich der Bahnstrecke München–Buchloe, ganz im Osten Aubings, entstand ab 1909 die neue Siedlung Aubing-Ost. Am östlichen Ende der heutigen Aubing-Ost-Straße erstreckte sich das Siedlungsgebiet nach Norden und Süden. Die 1913 gegründete Freie Vereinigung Aubing-Ost (seit 1956 Siedlergemeinschaft Aubing-Ost e. V.) unterstützte die Besiedelung durch An- und Verkauf von Grundstücken und Materialbeschaffungen. 1933 wohnten 250 Einwohner in 50 Häusern. Im Dritten Reich wurde der nordöstliche Teil der Siedlung abgerissen, um Platz für einen neuen Hinterstellungsbahnhof zu machen. Bis in die 1970er Jahre war die Siedlung durch Felder von der restlichen Bebauung getrennt. Durch die Eröffnung der S-Bahn-Haltestelle Leienfelsstraße 1972 erhielt die Siedlung Anschluss an das Schnellbahnnetz.
Nur wenige hundert Meter nördlich der Eisenbahnerwerkstätte wurde 1937/38 eine Siedlung für die Mitarbeiter des Dornier-Werks mit etwa 140 Häusern gebaut. Die Siedlung wurde offiziell nach dem damaligen nationalsozialistischen Ministerpräsidenten Ludwig Siebert benannt, aber auch als Dornier-Siedlung bezeichnet. Der heutige Name lautet Siedlung am Gößweinsteinplatz. Unmittelbarer westlich der Dornier-Siedlung entstanden wenige Jahre später, während des Zweiten Weltkriegs, die Baracken des bis heute erhaltenen Zwangsarbeiterlagers Neuaubing.

### Streit um den Neuaubinger Schulbau

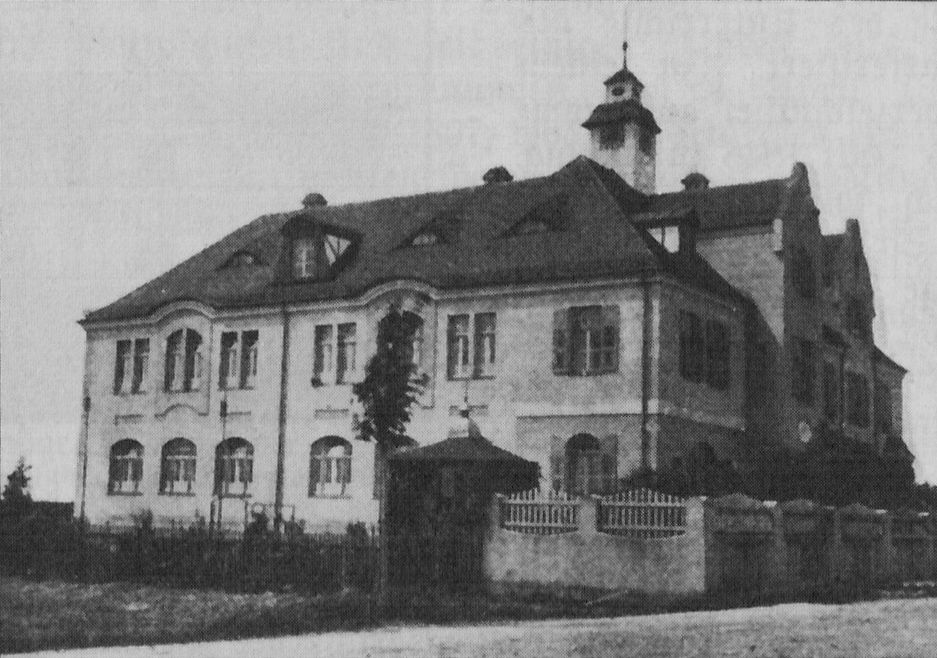
Das „neue Schulhaus“ in einer Ansicht von 1915 von Süden her, die Straße ist rechts. Vor der Südwand ist heute der Durchgang zur Turnhalle.

Im Zuge der Errichtung der Zentralwerkstätte und des damit verbundenen Bevölkerungswachstums hatte das Bezirksamt München schon 1904 den Zuzug von 100 schulpflichtigen Kindern festgehalten. Daher forderte das Bezirksamt die Gemeinde Aubing mehrfach zum Bau einer neuen Schule auf. Die Gemeindegremien wollten jedoch nicht: Sie vertraten den Standpunkt, dass die Verantwortlichen für die Ansiedlung der Centralwerkstätte auch die nötige Infrastruktur finanzieren müssten. Das Bezirksamt kam der Gemeinde finanziell entgegen, indem es Zuschüsse bereitstellte und eine für die Gemeinde kostenfreie Planung erstellen ließ. Schließlich sagte auch die Bahn eine Beteiligung zu.
Die Gemeinde stimmte schließlich zu, musste aber Kredite aufnehmen, die über Umlagen von den steuerpflichtigen Bürgern – sprich: Grundstücksbesitzern außer der Bahn – finanziert wurden.
Der Aubinger Pfarrer bot der Gemeinde das Grundstück an, 1906 wurde die „Schule Aubing Freiham“ eingeweiht. Durch die Lage zwischen Alt-Aubing und der neuen Siedlung führte dies in den folgenden Jahren zu einem Zusammenwachsen beider Bereiche.
Die Schule bot anfangs sieben Schuljahre an. 1909 wandte sich der Vorstand des Jugendfürsorgevereins Aubing an die Hohe Königliche Regierung von Oberbayern mit der dringenden Bitte in ganz Aubing ein achtes Schuljahr einzuführen. Da Knaben erst mit 14 Jahren ein Handwerk erlernen durften, hätten diese nach Ende der Schulzeit ein Jahr frei, in einem Alter, in dem sie „der strengsten Beaufsichtigung und der liebevollsten Leitung bedürften“, aber häufig beide Eltern arbeiten müssten. Müßiggang und Zwecklosigkeit als Initiator von Elend sollten vermieden werden, indem jene Knaben, die nicht in der Landwirtschaft arbeiteten, sondern ein Handwerk erlernen wollten, zu einem achten Schuljahr verpflichtet werden.
1910 waren bereits 120 Schüler zu verzeichnen. 30 protestantische Kinder gingen im benachbarten Pasing auf die Schule. 1928/29 wurde durch eine erste Erweiterung die Zahl der Schulräume auf acht verdoppelt, 321 Schüler wurden verzeichnet.

### Ein neuer Friedhof
1909 wurde ein neuer Aubinger Friedhof angelegt, der noch heute betrieben wird. Er befindet sich südlich des alten Dorfkerns, auf der Südseite der Bahnlinie nach Buchloe. Ein zeitgenössischer Bericht beschrieb die Lage als „frei an der Bahnlinie München - Bruck, ohne Zusammenhang mit der Ortschaft“. Das Gelände war 1909 drei Tagwerke (gut 10.000 m²) groß von denen zunächst 2 Tagwerke zur Benutzung eingefriedet waren. Als Architekt fungierte Adolf Fraaß, der auch den Neuaubinger Schulbau plante. Der erwähnte zeitgenössische Bericht schrieb:

„Das Leichenhaus sollte absichtlich in freundlichen Formen und Farben gehalten werden; der Architekt wollte die übliche düstere Färbung für diesen Landfriedhof vermeiden. Ein schlichter Bau, weiß geputzt, mit steilem Walmdach, dessen Vorbau durch vier Säulen gestützt ist, grüne Läden, Spalierverkleidngen an den Seitenfronten, – so steht das Haus eher sonnig als traurig da – was beabsichtigt war.“

Der Bericht führte weiter aus, dass sich neben Aufbahrungsraum, Sezierzimmer und Zimmer für den Geistlichen auch eine Wärterwohnung im Gebäude befand. Die Baukosten für das Haus lagen bei knapp 12.000 Mark, die Gesamtkosten des Friedhofs einschließlich Straßen und Entwässerung bei rund 30.000 Mark.

Friedhofsgebäude und Haupteingang 1911 und 2020
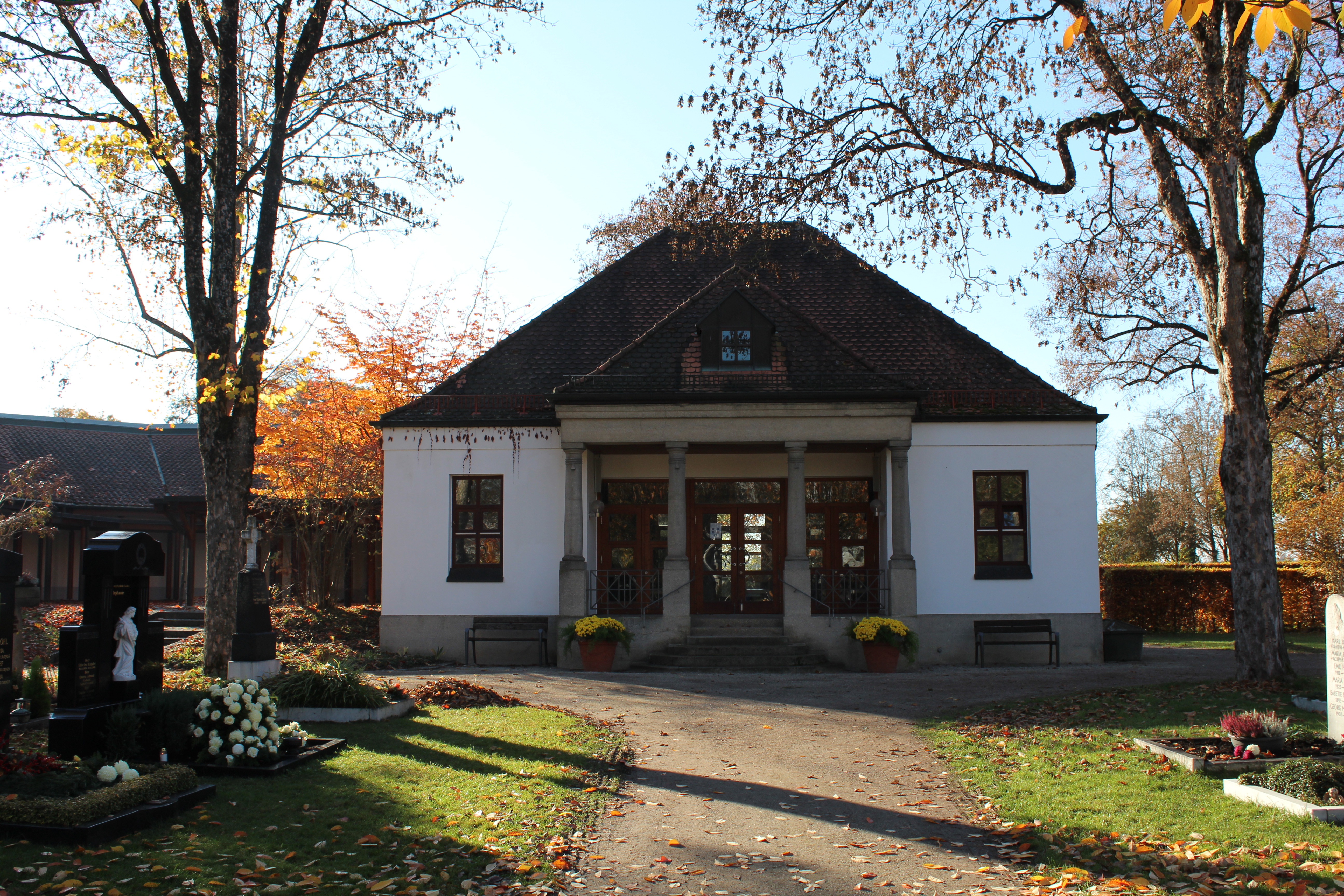
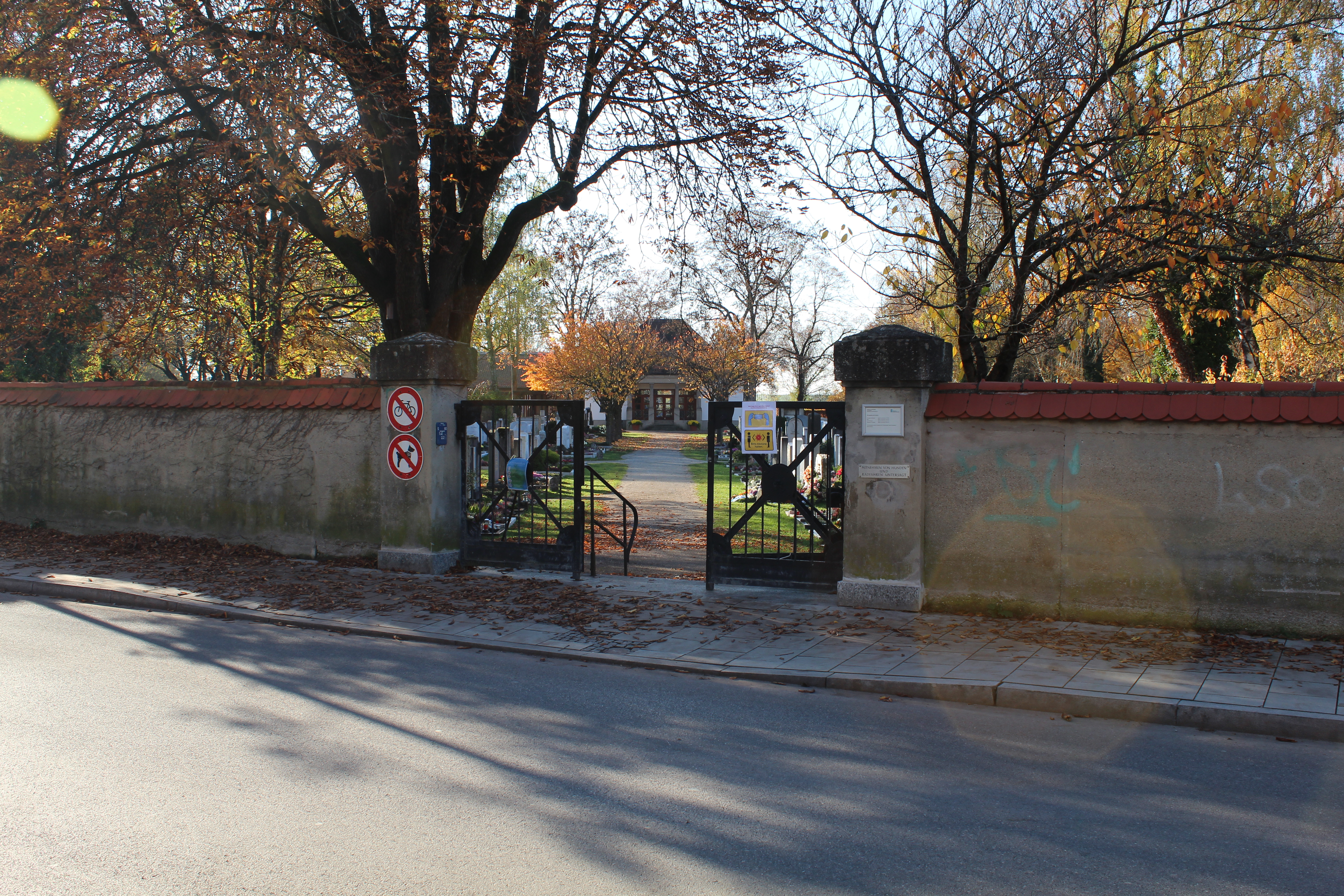

### Die politischen Verhältnisse ab 1914
Schon zu Beginn des Ersten Weltkriegs 1914 wurden 82 Männer aus Aubing, darunter Familienväter mit bis zu acht Kindern, in die Armee eingezogen, weitere folgten. 88 Aubinger Kriegsteilnehmer ließen im Krieg ihr Leben. Dies entsprach etwa einem Zehntel der erwachsenen männlichen Bevölkerung, denn bei der Gemeindewahl 1919 gab es 874 wahlberechtigte Männer. Die Verschlechterung der Versorgungslage durch die Handelsblockaden gegen das Deutsche Reich führte in der Gemeinde zu einer Rationierung sämtlicher Rohstoffe und Lebensmittel. Da viele Frauen arbeiteten, wurde die „Kinderbewahranstalt“ der Dillinger Franziskanerinnen täglich von etwa 120 Kindern besucht. Dort erhielten die Kinder auch ein Essen, welches durch monatliche Spenden von 250 Reichsmark ermöglicht wurde, die der Besitzer der Chemischen Fabrik Aubing Moritz Bloch zur Verfügung stellte. Dr. Bloch wurde später Ehrenbürger der Gemeinde. Trotzdem musste er im Dritten Reich seine Fabrik abtreten, da er Jude war (siehe Chemische Fabrik Aubing). In der Landwirtschaft wurden im Krieg 54 russische Kriegsgefangene aus einem Lager im benachbarten Puchheim eingesetzt.
Nach der Novemberrevolution 1918 mit der Ausrufung des „Freien Volksstaates Bayern“ durch Kurt Eisner hatte ein 18-köpfiger Arbeiter-Bauern-Rat erstmals im Januar 1919 einen Antrag auf Rücktritt des Bürgermeisters und des Gemeindeausschusses gestellt. Dieser wurde aber vom Bezirksamt umgehend zurückgewiesen. Nach Ausrufung der Münchner Räterepublik am 7. April 1919 wurde der Gemeindeausschuss unter Gewaltandrohung erneut zum Rücktritt aufgefordert. Bürgermeister Josef Widmann hatte die Geschäftsführung bereits im Februar an den 2. Bürgermeister Jakob Dallmayer übergeben. Vier Kommissionen aus Gemeindeausschussmitgliedern und Räten sollten sich um verschiedene Aufgaben der Gemeinde kümmern. Gemäß einem Protokoll vom 28. April wurde der Gemeindeausschuss jedoch wieder eingesetzt. Wenig später, am 1. Mai, rückten die Weißen Truppen in Aubing ein. Noch am selben Tag fasste der Gemeindeausschuss einen Beschluss, der forderte, drei festgenommene Arbeiterräte wieder freizulassen.
|                              | Stimmen | Sitze |
| ---------------------------- | ------- | ----- |
| Bayerische Volkspartei (BVP) | 343     | 5     |
| Bauernbund                   | 267     | 4     |
| USPD                         | 197     | 3     |
| SPD                          | 145     | 2     |
| Interessenvereinigung        | 52      | –     |

Bei den Gemeinderatswahlen im Juni 1919 waren erstmals auch Frauen wahlberechtigt und wählbar, erst 1924 wurde das erste Mal eine Frau aufgestellt, jedoch nicht gewählt. 1919 gaben von 1418 Wahlberechtigten, darunter 874 Männer und 617 Frauen, 1008 gültige Stimmen (71 %) ab (siehe Tabelle). Bei den parallelen Bürgermeisterwahlen konnte Georg Seeholzer vom Bauernbund mit 617 die meisten Stimmen auf sich vereinen.
Bei den Gemeinderatswahlen am 7. Dezember 1924 stellten sich nur drei Gruppen zur Wahl, nämlich eine „Bürgerliche Vereinigung“ (9 Sitze), die SPD (3 Sitze) und die KPD (2 Sitze). Der Bürgermeister wurde nun vom Gemeinderat gewählt, Josef Schmidt von der Bürgerlichen Vereinigung bekam 8 Stimmen. An der letzten freien Aubinger Gemeinderatswahl am 8. Dezember 1929 beteiligten sich wieder fünf Gruppierungen: Die „Wahlgemeinschaft Aubing“ (6 Sitze), die SPD (3 Sitze), der „Wirtschaftsblock Aubing“, die „Freie Vereinigung Aubing“ (2 Sitze) und die KPD (1 Sitz). Zum Bürgermeister wurde erneut Josef Schmidt gewählt, mit 11 Stimmen.

### Beginn des Nationalsozialismus
Am 15. März 1930 wurde eine Aubinger Ortsgruppe des „Stahlhelm, Bund der Frontsoldaten“ gegründet, am 30. September 1930 folgte eine Ortsgruppe der NSDAP. Deren Politiker waren zuvor teilweise bei anderen Gruppierungen aktiv. Der spätere NSDAP-Bürgermeister Heinrich Graf kandidierte beispielsweise zuvor für die Freie Vereinigung Aubing.
Als Gegengewicht zu nationalsozialistischen Vereinigungen gründeten Gewerkschaften, SPD, Reichsbanner Schwarz-Rot-Gold, Freie Turnerschaft und andere Vereine am 23. Juli 1932 in Neuaubing eine Ortsgruppe der Eisernen Front. Zur Machtergreifung am 30. Januar 1933 veranstalteten SA und SS Fackelzüge in Aubing und Neuaubing.
|                        | Stimmen | Prozent |
| ---------------------- | ------- | ------- |
| NSDAP                  | 989     | 33,6    |
| SPD                    | 699     | 23,8    |
| Bayerische Volkspartei | 573     | 19,5    |
| KPD                    | 435     | 14,8    |
| Andere                 | 244     | 8,3     |

Bei der Reichstagswahl vom 5. März 1933 gaben 3331 Wahlberechtigte 2940 gültige Stimmen ab. In Aubing wurde die NSDAP stärkste Partei, erreichte aber nur ein Drittel der Stimmen, etwa 10 % weniger als im deutschen Durchschnitt. Am 23. März wurden im Rahmen des Ermächtigungsgesetzes die Ortsgruppen der Freien Turner und der KPD verboten. Nach der „Erneuerung“ des Gemeinderates am 22. April waren nur noch NSDAP und BVP vertreten, Heinrich Graf (NSDAP) wurde Bürgermeister. Viereinhalb Jahre später enthob ihn das Innenministerium auf Grund einer Immobilienaffäre seines Amtes. Im Juli 1933 wurde auch die BVP verboten.
Fünf Tage nach der Reichstagswahl kam es in Aubing zu ersten Verhaftungen und Hausdurchsuchungen. Die Aubinger-Neuaubinger Zeitung vom 15. März 1933 berichtete, dass in Aubing und Lochhausen zusammen „8 Kommunisten in Schutzhaft genommen“ worden seien.
Elf Aubinger, die zwischen 1933 und 1944 im Konzentrationslager Dachau inhaftiert waren, sind namentlich bekannt. Soweit nachvollziehbar lag ihre Haftdauer zwischen elf Monaten und drei Jahren und neun Monaten. Einer von ihnen starb in Dachau.
Der Neuaubinger Gewerkschaftssekretär und Reichsbanner-Führer Josef Lampersberger war im Sommer 1933 ein Kurier für die Sopade, den Exilvorstand der SPD in der Tschechoslowakei. Vor seiner Verhaftung gewarnt verblieb er im tschechischen Grenzgebiet. Er nahm über seinen gleichnamigen Vater Kontakt zu Gesinnungsgenossen auf und ließ ihnen über ihn auch illegale Flugblätter zukommen. Einer der Kontaktierten war der Neuaubinger Gustav Körner, der wiederum Franz Faltner kannte, den Leiter der Münchner Widerstandsgruppe namens „Rote Rebellen“. Die Gruppe verteilte in München Flugblätter, bis sie im April 1935 aufflog und 31 Mitglieder verhaftet wurden, so auch Körner und der Vater Lampersberger. Das weitere Schicksal der Lampersbergers ist nicht bekannt. Körner war drei Jahre im Zuchthaus Amberg, anschließend im Konzentrationslager Dachau und schließlich „zur Bewährung“ im Strafbataillon 999. Er überlebte.
Im November 1938 wurde den Juden Moritz und Kurt Bloch das Betreten ihrer Firma verboten, Kurt wurde ins KZ Dachau verbracht. Beide emigrierten später (siehe Chemische Fabrik Aubing).

## Ab 1942: Münchner Stadtteil

### Eingemeindung

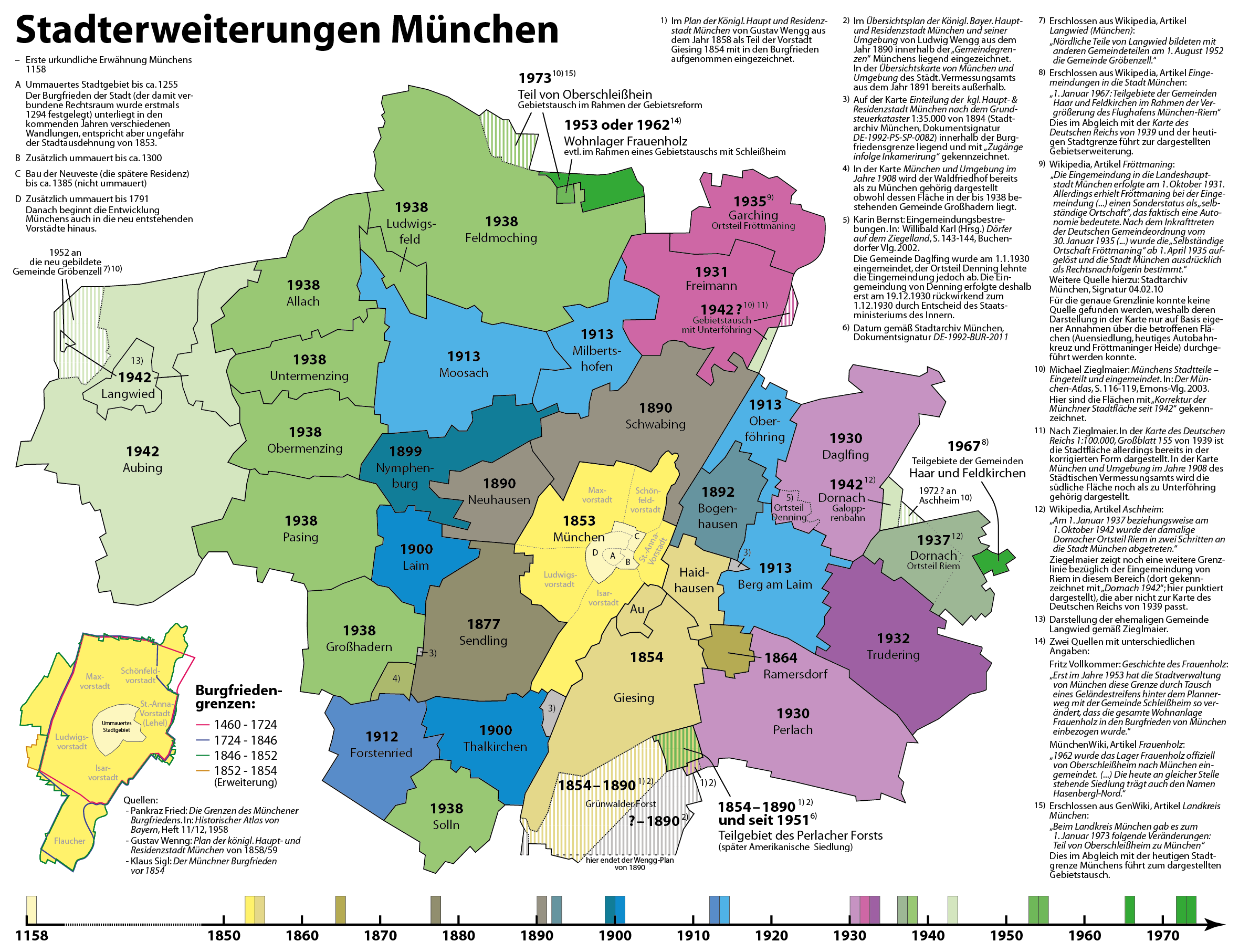
Aubing, der westlichste Stadtteil, und das nördlich davon gelegene Langwied wurden 1942 als bisher letzte größere Gebiete nach München eingemeindet.

Nach der Machtergreifung der Nationalsozialisten 1933 waren die Regierenden bestrebt, die Hauptstadt der Bewegung zu vergrößern. 1936 wurde Riem eingemeindet, 1938 dann Feldmoching, Allach, Untermenzing, Obermenzing, Großhadern, Solln und auch Pasing, wodurch München und Aubing Nachbargemeinden wurden.
Im April 1937 wurden erste Gespräche zwischen der Stadt München und der Gemeinde Aubing über eine Eingemeindung nach München geführt. Die Vertreter Aubings waren einer Eingemeindung gegenüber zunächst aufgeschlossen. Dies änderte sich aber, als man sich nicht auf einen Eingemeindungsvertrag einigen konnte und auch die Mehrheit der Aubinger Bevölkerung dagegen war. Schließlich entschied der zuständige Reichsstatthalter in Bayern, Ritter von Epp, per Verfügung die Eingemeindung zum 1. April 1942 ohne Eingemeindungsvertrag. Die Bekanntgabe der Eingemeindung in der Zeitung wurde jedoch verboten. Nach Kriegsende bot die amerikanische Verwaltung zunächst eine Ausgemeindung und Wiedereinsetzung in den vorherigen Stand an, die Stadt München verhinderte dies aber.

### Zweiter Weltkrieg
Zwischen 1941 und 1945 wurden etwa 700 Zwangsarbeiter und Kriegsgefangene in Aubing und dem benachbarten Lochhausen eingesetzt. Sie wurden in sieben Lagern untergebracht, von denen heute nur noch das Kriegsgefangenenlager Neuaubing erhalten ist. Hier waren hauptsächlich französische Kriegsgefangene, die im Reichsbahnwerk arbeiteten. Kriegsgefangene aus einem Lager in Freiham wurden in der Landwirtschaft eingesetzt. Insassen eines Arbeitslagers in der Brunhamstraße und eines Sommerlagers an der heutigen Hohensteinstraße (Neuaubing) arbeiteten im Dornier-Werk. Ein Lager befand sich auf dem Betriebsgelände der Chemischen Fabrik, Insassen eines weiteren Lagers in Alt-Aubing (Schwemmstraße) wurden ebenfalls dort sowie in der Landwirtschaft und als Gemeindearbeiter eingesetzt. Ein Winterlager befand sich in Aubing-Ost (heute Hellensteinstraße). Wichtige Herkunftsländer waren neben Frankreich auch Serbien, Kroatien, Polen, Russland und die Ukraine.
1943/44 richteten Bombenabwürfe auf das Reichsbahn-Ausbesserungswerk, die Dornier-Werke, eine Flak-Stellung im Bereich der heutigen Siedlung Neuaubing-West und ein Umspannwerk in der Aubinger Lohe große Schäden an. Mindestens 53 Personen starben dabei. Etwa 400 Soldaten aus Aubing ließen im Krieg ihr Leben.
Am Morgen des 30. April 1945 kamen die ersten Soldaten der 7. US-Armee nach Aubing. Noch am Vortag waren mehrere Hundert Mann der SS in Aubing eingezogen, um es gegen die Amerikaner zu verteidigen. Aubinger Einwohner versuchten zunächst vergeblich, sie zum Weiterziehen zu bewegen. Dies gelang schließlich einem örtlichen Polizeileutnant durch die falsche Angabe von amerikanischen Truppenbewegungen. Die Lage für die Bevölkerung blieb weiter angespannt. Zwischen Mai und Oktober verzeichnete jener Polizeileutnant Beckerbauer neun Morde, vier Mordversuche, 90 Plünderungen und 95 Fälle von Straßenraub. Er berichtete auch, dass ehemalige Kriegsgefangene mehrmals geholfen hatten, Plünderer zu vertreiben.
Das Schulhaus der heutigen Limesschule überstand den Zweiten Weltkrieg unbeschadet und wurde 1945 nach Kriegsende als Flüchtlingslager benutzt. Der Schulbetrieb wurde im Oktober 1945 wieder aufgenommen. Einschließlich des ehemaligen Lehrer- und Handarbeitszimmers standen zehn Räume bereit, um 1010 Kinder in 16 Klassen mit durchschnittlich 46 Schülern im Schichtbetrieb vor- und nachmittags zu unterrichten.

### Neue Wohngebiete

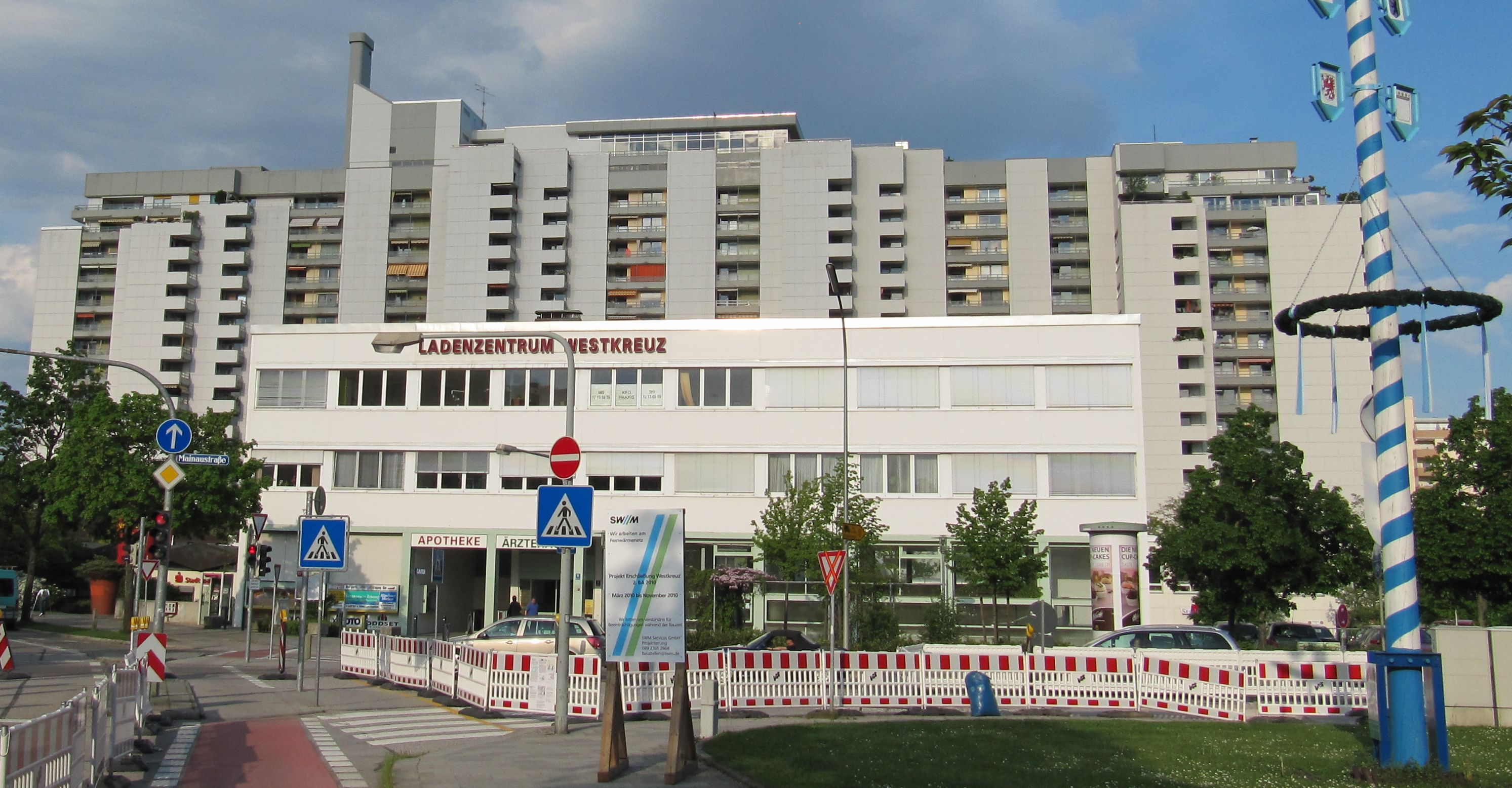
Der Ramses in der Siedlung Am Westkreuz ist das größte Gebäude in Aubing. Im Vordergrund das Ladenzentrum Westkreuz.

Ganz im Osten Aubings, südlich der Bahnstrecke München – Buchloe und im Osten und Süden von der Bahnstrecke Pasing – Herrsching begrenzt liegt die Siedlung Am Westkreuz.
In dieser Gegend stand vor 1964 nur ein Bauernanwesen, der Kreuzhof, auf dem Gelände eines heutigen Spielhauses.
Die ersten Wohnungen der neuen Siedlung wurden 1966 bezogen, insgesamt war für 12.000 Bewohner geplant worden.
Die verantwortliche Planungsgesellschaft, die Südhausbau GmbH, nannte die Siedlung nach einer in der Nähe geplanten Straßenkreuzung, die jedoch nie realisiert wurde: Die Gotthardstraße, die heute in Laim endet, sollte dort die Bodenseestraße (Bundesstraße 2) kreuzen.
Zwischen 1965 und 1983 wurden in den beiden Siedlungen Am Westkreuz und Neuaubing-West Wohnungen für etwa 22.000 Bewohner gebaut.
Erste konkrete Überlegungen zur Gründung eines neuen Stadtteils Freiham auf den Feldern westlich von Neuaubing erfolgten 1963. Es sollte noch bis ins 21. Jahrhundert dauern, bis mit der Bebauung begonnen wurde (siehe Freiham).
Bei der Neueinteilung der Münchner Stadtbezirke 1992 wurde der Bezirk Aubing (39) mit dem Bezirk Lochhausen-Langwied (40) zum gemeinsamen Stadtbezirk Aubing-Lochhausen-Langwied (22) zusammengelegt. Seitdem ist Aubing keine eigenständige Gebietskörperschaft mehr.

## Entwicklung der Einwohnerzahl
| Jahr | Aubing | Lochhausen- Langwied | Aubing- Lochhausen- Langwied | München   |
| ---- | ------ | -------------------- | ---------------------------- | --------- |
| 700  | ≈200   |                      |                              |           |
| 1530 | ≈400   |                      |                              |           |
| 1810 | 758    |                      |                              |           |
| 1900 | 1.431  |                      |                              |           |
| 1910 | 2.644  |                      |                              |           |
| 1925 | 3.928  |                      |                              |           |
| 1933 | 5.789  |                      |                              |           |
| 1939 | 9.443  |                      |                              |           |
| 1950 | 11.305 | 4.553                | 15.858                       | 831.937   |
| 1956 | 12.146 | 3.658                | 15.804                       | 962.860   |
| 1961 | 13.049 | 4.200                | 17.249                       | 1.085.014 |
| 1970 | 27.403 | 4.336                | 31.739                       | 1.314.518 |
| 1987 | 30.181 | 5.369                | 35.550                       | 1.242.818 |
| 2000 |        |                      | 37.425                       | 1.247.934 |
| 2008 |        |                      | 38.327                       | 1.367.314 |
| 2014 |        |                      | 42.859                       | 1.490.681 |
| 2019 |        |                      | 49.072                       | 1.560.042 |
| 2024 |        |                      | 57.502                       | 1.589.026 |

Bevölkerungsentwicklung von Aubing (grün) bzw. dem Stadtbezirk 22 (gelb) zwischen 1900 und 2008

Für die Nutzungszeit des oben beschriebenen Reihengräberfeldes, also bis etwa 700, wurde aufgrund der Anzahl der Gräber eine durchschnittliche Einwohnerzahl von etwas über 200 berechnet. Um 1240 gab das sogenannte 1. Herzogsurbar (ein Urbar ist ein Verzeichnis von Besitzrechten) für Aubing 19 Höfe im Besitz des Landesherren an (andere Besitztümer wurden nicht mitgezählt), fast 30 % der landesherrlichen Höfe im Kastenamt zu Dachau.
1530 hatte Aubing knapp über 400 Einwohner und war damit eines der größten Dörfer im Landgericht Dachau. Nach den Verlusten im Dreißigjährigen Krieg wurde diese Stärke erst im 18. Jahrhundert wieder erreicht. Zu Beginn des 19. Jahrhunderts, 1810, wurden „479 Einwohner, 165 Kinder und 114 Dienstboten“, zusammen also 758 Personen gezählt.
Eine Volkszählung im Jahr 1900 ergab 1431 Einwohner, bei der folgenden 1910, also fünf Jahre nach Eröffnung der Eisenbahn-Centralwerkstätte, waren es schon 2644, darunter auch 168 evangelische. Zwischen den Weltkriegen hat sich die Bevölkerung erneut mehr als verdoppelt, von 3928 Personen 1925 auf 9443 Einwohner 1939.
Nach der Eingemeindung 1942 stieg die Bevölkerungszahl bis in die 1960er-Jahre relativ langsam auf 13.094 an. Bei der Volkszählung von 1970 machten sich die neuen Siedlungen Am Westkreuz und Neuaubing-West massiv bemerkbar: Innerhalb von zehn Jahren wuchs die Bevölkerung auf über 27.000, also auf mehr als das Doppelte. Von 1950 bis 1970 wurde die Bevölkerung für die Stadtbezirksteile „Aubing“ und „Neuaubing“, also nördlich beziehungsweise südlich der Bahnstrecke München - Buchloe, getrennt ausgewiesen. Diese Zahlen bestätigen, dass der starke Bevölkerungszuwachs im Wesentlichen auf „Neuaubing“ beschränkt ist, wo 1950 7557, 1961 8707 und 1970 22.436 Einwohner gezählt wurden. In „Aubing“ stieg die Einwohnerzahl in diesen zwanzig Jahren nur von 3748 auf 4606 Einwohner.
Bei der Volkszählung 1987 ergaben sich für ganz Aubing 30.181 Einwohner, eine erneute Steigerung um 10 % in den vorangegangenen 17 Jahren. Nach der Zusammenlegung der Stadtbezirke Aubing (39) und Lochhausen-Langwied (40) im Jahr 1992 zum gemeinsamen Stadtbezirk Aubing-Lochhausen-Langwied (22) wurden die Zahlen nur noch gemeinsam ausgewiesen. Für den Vergleich sind daher auch die früheren Lochhausen-Langwieder Zahlen erforderlich.
Im kleineren Lochhausen-Langwied ergab die Zählung von 1987 5.369 Einwohner. Beide Bezirke zusammen kamen damit fünf Jahre vor ihrer Vereinigung auf 35.550 Einwohner.

Zur heutigen Situation siehe auch den Abschnitt Einwohner im Artikel Aubing.

## Auseinandersetzung mit der Geschichte

### Lehrer Steinbacher

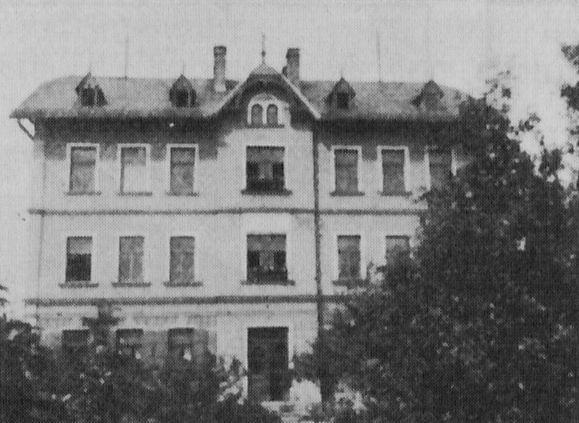
Das Schulgebäude von 1893, eine der Abbildungen aus „Aubing Pfarrdorf bei München“ von Steinbacher

1905 trat der Oberpfälzer Josef Steinbacher, zuvor Bezirkshauptlehrer in Aindling, seinen Dienst in Aubing als „Lehrer, Chorregent und Meßner“ an. Vor seinem Tod 1922 in Aubing sollte er auch Gemeindesekretär und Vereinsgründer werden. 1914 veröffentlichte er sein 144-seitiges Büchlein „Aubing Pfarrdorf bei München. Wie es entstand, wie es war und wie es ist.“ und damit die erste größere Abhandlung, die sich mit der Aubinger Geschichte beschäftigte. Im Vorwort gab er seinen Bedenken ob der damals im „bayerischen Vaterlande“ herrschenden Landflucht Ausdruck und schließlich seiner Hoffnung und Motivation: „Durch Heimatkenntnis werden wir sodann auch wieder zur Heimatliebe gelangen.“
Steinbacher fertigte weitere umfangreiche Aufzeichnungen an. Eine erste Überarbeitung wurde 1929 durch seinen Nachfolger Lehrer Moser in der Zeitschrift „Altheimatland“ veröffentlicht. Die Originalmanuskripte wurden 1980 im Nachlass einer seiner Töchter im nahen Planegg entdeckt. Daraufhin gab die Aubinger Pfarrkirchenstiftung 1981 „Steinbachers Geschichte der 99 Häuser Aubings“ heraus. Die Stiftung veröffentlichte 1983 auch einen Nachdruck von Steinbachers erstem Büchlein. Eine fünfbändige „Chronica Aubingensis“ von Steinbacher erschien 2003 beim Aubinger Archiv. Zusammengenommen bilden Steinbachers Schriften eine wertvolle Informationsquelle für die Lokalgeschichte. 1982 wurde eine Aubinger Straße nach ihm benannt.

### Aubinger Archiv
1992 organisierte der Bezirksausschuss des Stadtbezirks Aubing-Lochhausen-Langwied anlässlich des 50. Jahrestages der Eingemeindung einen Fotowettbewerb zur Aubinger Vergangenheit. Sowohl der Wettbewerb als auch die zugehörige Ausstellung „Vom Dorf zur Stadt – 50 Jahre Aubing in München“ im April 1992 erfreuten sich reger Teilnahme. Die Veranstalter nahmen dies zum Anlass, im Juli 1993 das Aubinger Archiv e. V. zu gründen, welches sich seitdem „der Sammlung und Archivierung historischer und zeitgenössischer Dokumente zum Thema Aubing und Neuaubing“ widmet. Zwischen 1995 und 2006 hat das Archiv etwa zwei Dutzend Schriften herausgebracht, die über die Website erhältlich sind.

### 1000 Jahre urkundliche Erwähnung
Rechtzeitig vor der 1000-jährigen Wiederkehr der ersten urkundlichen Erwähnung Aubings im Jahr 2010 wurde 2008 der Förderverein 1000 Jahre Urkunde Aubing e. V. gegründet, um „das Festjahr 2010 mit eigenen Beiträgen zu gestalten und das Rahmenprogramm zu koordinieren“.
Zu zahlreichen im Festjahr durchgeführten Veranstaltungen gehörte eine Ausstellung im April/Mai 2010 „Von den Anfängen bis zum Beginn des 19. Jahrhunderts“ und eine weitere im September 2010, die die Zeit von der Säkularisation bis nach dem Zweiten Weltkrieg behandelte. Bei der ersten Ausstellung wurden erstmals einige der archäologischen Funde aus dem Reihengräberfeld in Aubing öffentlich gezeigt. Die zweite Ausstellung wurde von Mitgliedern des Aubinger Archivs gestaltet.